# Stolpersteine

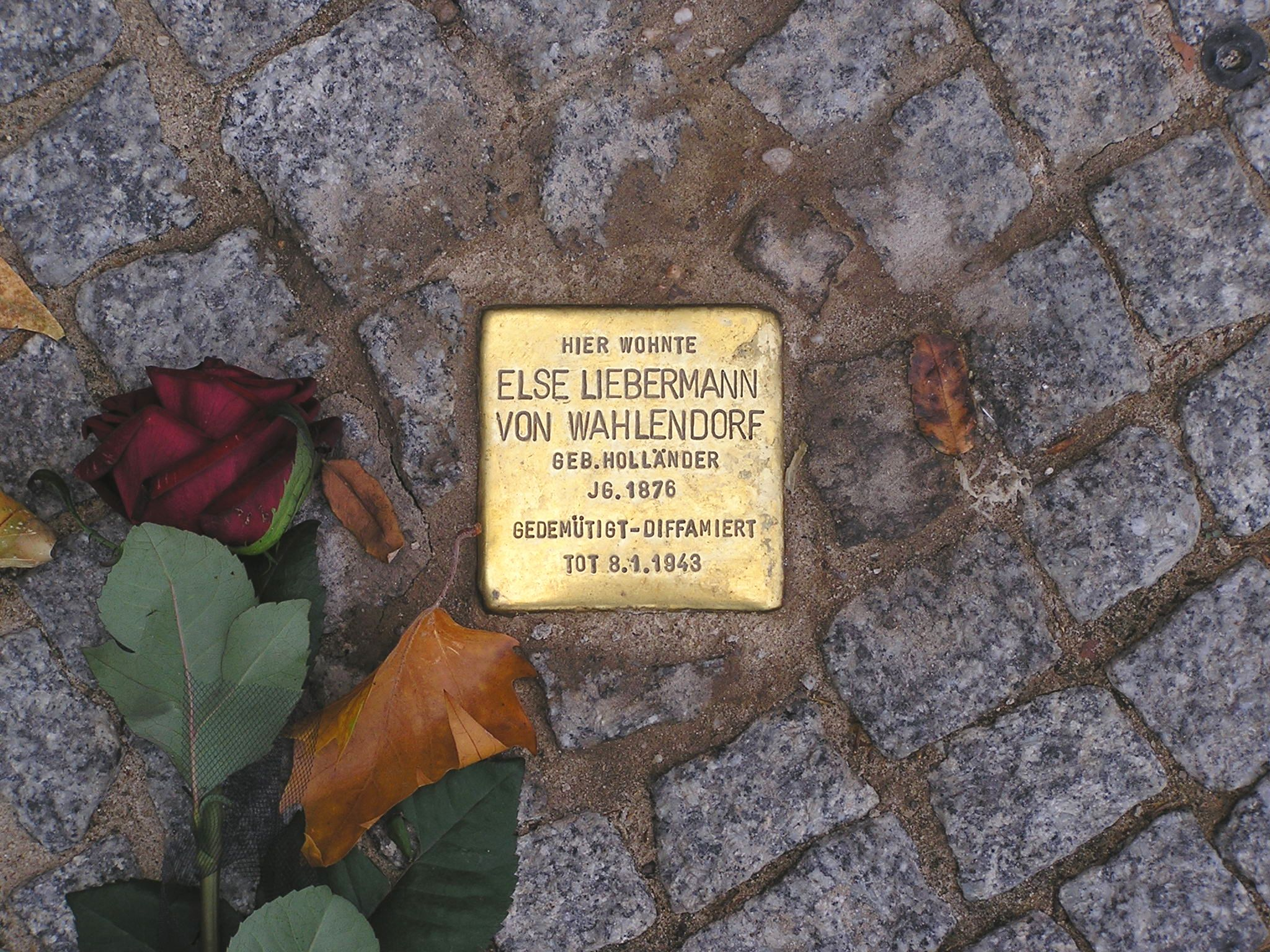
Stolperstein in Berlin-Charlottenburg (2006)

Länder mit verlegten Stolpersteinen (Stand November 2022)

Die Stolpersteine sind ein Projekt des Künstlers Gunter Demnig, das im Jahr 1992 begann. Mit im Boden verlegten kleinen Gedenktafeln, sogenannten Stolpersteinen, soll an das Schicksal der Menschen erinnert werden, die (siehe v. a. Artikel Holocaust) in der Zeit des Nationalsozialismus (NS-Zeit) verfolgt, ermordet, deportiert, vertrieben oder in den Suizid getrieben wurden. Die quadratischen Tafeln aus Messing mit abgerundeten Ecken und Kanten sind mit manuell mittels Hammer und Schlagbuchstaben eingefügten Lettern beschriftet. Sie werden von einem angegossenen Betonwürfel mit einer Kantenlänge von 96 × 96 und einer Höhe von 100 Millimetern getragen. Sie werden meist vor den letzten frei gewählten Wohnhäusern der NS-Opfer niveaugleich in das Pflaster bzw. den Belag des jeweiligen Gehwegs eingelassen. Am 26. Mai 2023 verlegte Demnig in Nürnberg den 100.000. Stolperstein.
Stolpersteine wurden in Deutschland wie auch in 31 weiteren europäischen Ländern verlegt, 2017 wurde eine Stolperschwelle außerhalb Europas verlegt. Sie gelten als das größte dezentrale Mahnmal der Welt. Die Marke Stolpersteine ist von Demnig seit 2006 beim Deutschen Patent- und Markenamt und seit 2013 auf europäischer Ebene geschützt.

## Der Weg zu den Stolpersteinen

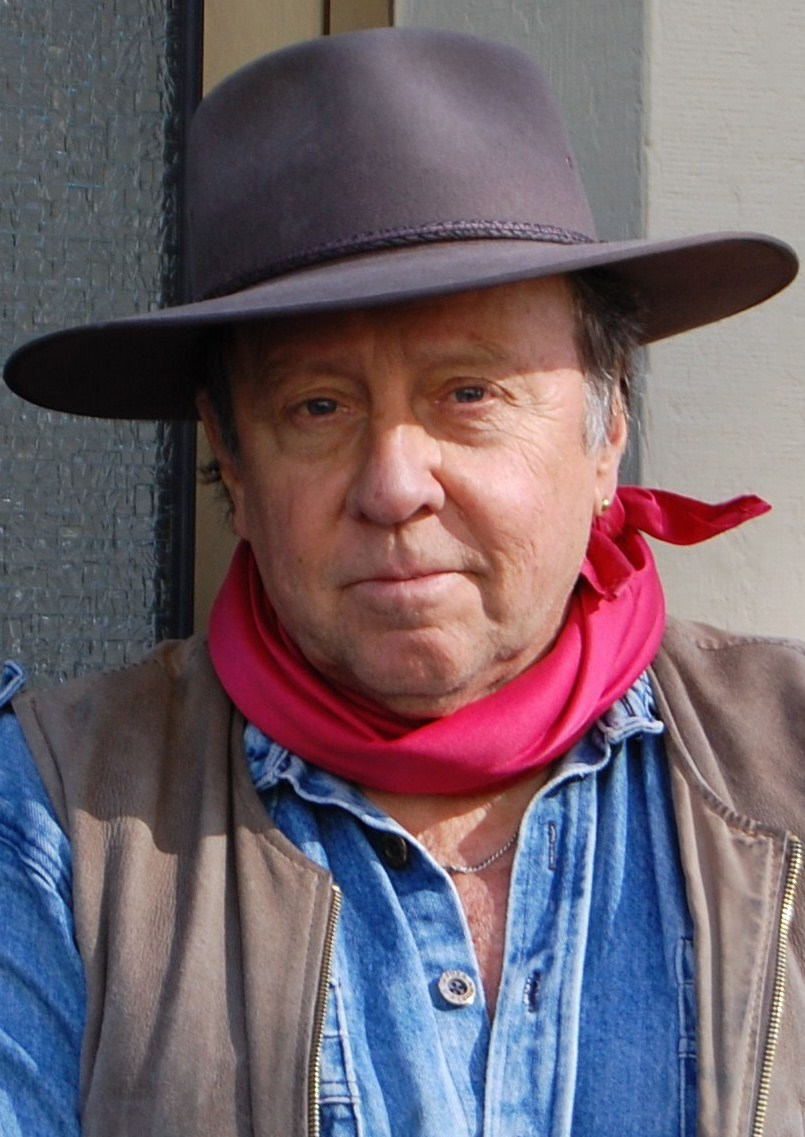
Gunter Demnig, Mai 2012

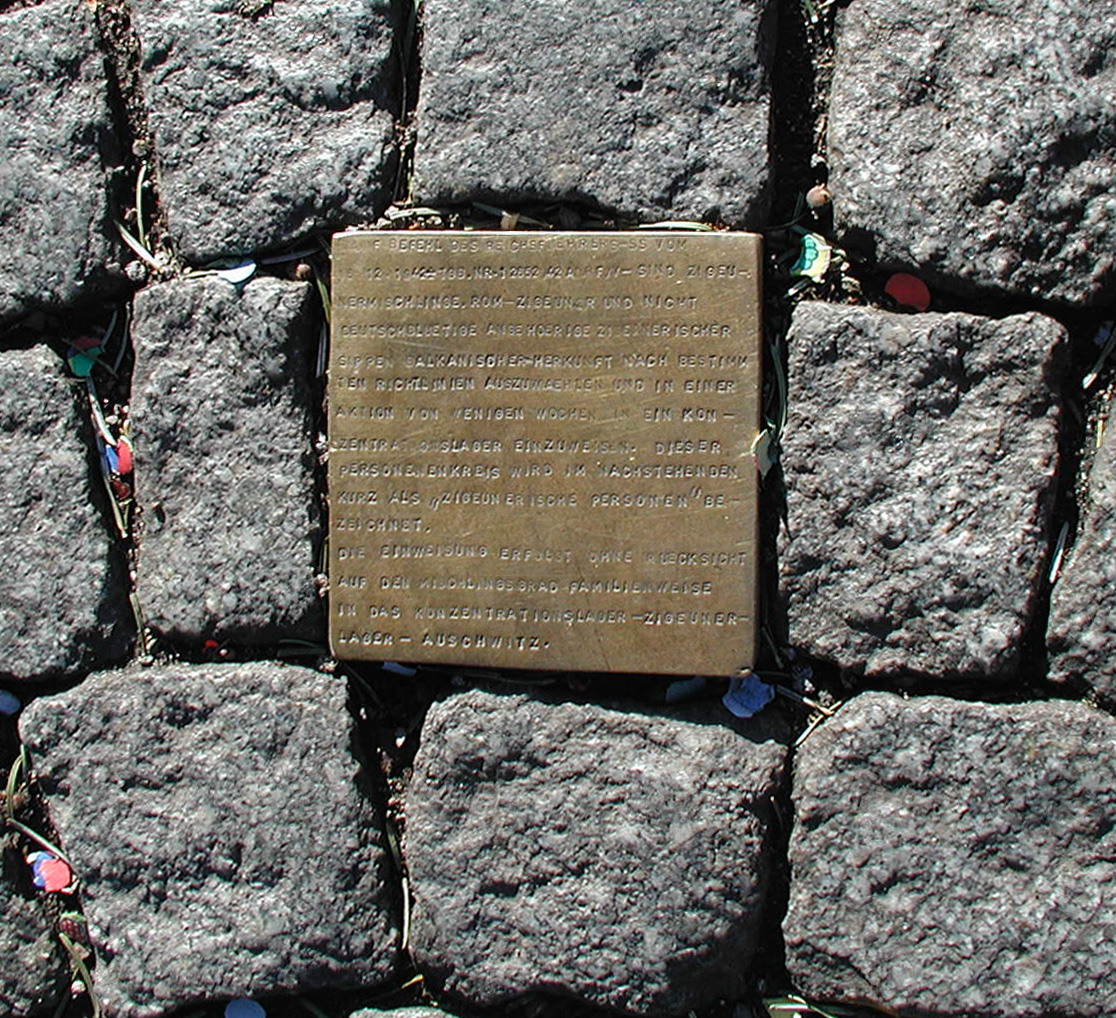
Erster Stolperstein vor dem Kölner Rathaus mit dem Deportationsbefehl von Heinrich Himmler (verlegt am 16. Dezember 1992)

Zum 50. Jahrestag der Deportation von 1000 Sinti und Roma aus Köln ins Messelager am 6. Mai 1990 zeichnete Demnig mit einem Schriftspurgerät die Wege nach, auf denen die Sinti und Roma deportiert wurden. Für die Nationalsozialisten war die Kölner Deportation eine „Generalprobe“ der Judendeportationen. Am 16. Dezember 1992, dem 50. Jahrestag des Befehls Heinrich Himmlers zur Deportation der „Zigeuner“ (Auschwitz-Erlass), ließ er einen ersten mit einer Messingplatte versehenen und beschrifteten Stein vor dem Historischen Kölner Rathaus in das Pflaster ein. Auf dem Stein sind die Anfangszeilen des Erlasses zu lesen, und im Hohlkörper des Steines war der gesamte Text enthalten. Außerdem beteiligte sich Demnig mit diesem Stein an der Diskussion um das Bleiberecht aus Jugoslawien geflohener Roma. Der vor dem Kölner Rathaus verlegte Stolperstein wurde 2010 von Unbekannten herausgebrochen und entwendet. Am 21. März 2013 verlegte Gunter Demnig einen neuen Stolperstein vor dem Kölner Rathaus. Die Farbspur Mai 1940 – 1.000 Roma und Sinti wurde 1993 an 22 ausgewählten Stellen in Köln in Messing einbetoniert und von der Stadt Köln symbolisch unter Schutz gestellt.
In Ausdehnung auf alle verfolgten Gruppen entwickelte Demnig in den Folgejahren das Projekt „Stolpersteine“. Zunächst war es nur als theoretisches Konzept für die Veröffentlichung Größenwahn – Kunstprojekte für Europa gedacht, da Demnig für ganz Europa von sechs Millionen notwendigen Stolpersteinen ausging. Der Pfarrer der Antonitergemeinde in Köln animierte Demnig jedoch, wenigstens einige ausgewählte Steine zu verlegen, um ein Zeichen zu setzen. 1994 kam es so zu einer Ausstellung von 230 Stolpersteinen in der Antoniterkirche in Köln. Am 4. Januar 1995 verlegte Demnig probeweise und ohne Genehmigung durch Behörden die ersten Steine in Köln. Im Mai 1996 beteiligte er sich an der Ausstellung Künstler forschen nach Auschwitz in der NGBK in Berlin-Kreuzberg und verlegte in der Berliner Oranienstraße 51 Steine ebenfalls ohne behördliche Genehmigung. Erstmals mit amtlicher Genehmigung wurden am 19. Juli 1997 zwei Steine auf Einladung des Gedenkdienstgründers Andreas Maislinger in Sankt Georgen bei Salzburg verlegt. Der Sankt Georgener Bürgermeister Friedrich Amerhauser war der erste Bürgermeister, der Gunter Demnig die Zustimmung zur Verlegung von Stolpersteinen gab. Amtlich genehmigt wurden in Deutschland weitere Stolpersteine im Jahr 2000 in Köln verlegt. Daraus entwickelte sich dann eine Folge von Aktionen zu Verlegungen, die zum weltweit größten „dezentralen Mahnmal“ führten.

## Intention
Demnigs Intention ist unter anderem, den NS-Opfern, die in den Konzentrationslagern zu Nummern degradiert wurden, ihre Namen zurückzugeben. Das Bücken, um die Texte auf den Stolpersteinen zu lesen, soll eine symbolische Verbeugung vor den Opfern sein. Mit der Markierung der „Tatorte von Deportationen“, die häufig mitten in dichtbesiedelten Bereichen liegen, wird gleichzeitig die von einigen Zeitzeugen vorgebrachte Schutzbehauptung, nichts von den Deportationen bemerkt zu haben, infrage gestellt.
Demnig kritisierte seinerseits das Konzept zentraler Gedenkstätten für die Opfer, die seiner Meinung nach in der Öffentlichkeit nicht ausreichend sichtbar seien. An solchen Mahnorten werde einmal im Jahr von Honoratioren ein Kranz niedergelegt, „… aber andere können die Mahnmale einfach umgehen.“ Sein Ziel sei es, die Namen der Opfer zurück an die Orte ihres Lebens zu bringen. Trotz des Begriffs Stolpersteine geht es Demnig nicht um tatsächliches „Stolpern“. Er zitiert auf die Frage nach dem Namen des Projektes gern einen Schüler, der nach der Stolpergefahr gefragt antwortete: „Nein, nein, man stolpert nicht und fällt hin, man stolpert mit dem Kopf und mit dem Herzen.“
Das populäre Smartphone- und Tablet-Spiel Pokémon Go wie auch das positionsbezogene Spiel Ingress greifen auf virtuelle Portale zu, die die Stolpersteine wie andere Denkmäler als Orientierungsmarken haben. „Ich finde es einfach geschmacklos, was der Spielehersteller da macht. Irgendwo muss eine Grenze sein“, sagte der Künstler Gunter Demnig dem WDR. Wie viele seiner Stolpersteine vom Hersteller Niantic für die Spiele genutzt werden, weiß er nicht. Dagegen vorgehen könne er aber ohnehin nicht, sagte Demnig: „Ich bin da in gewisser Weise hilflos.“

## Unterstützung und Finanzierung
Daten für seine ersten Steine erhielt Demnig in Zusammenarbeit mit dem gemeinnützigen Verein für die Verständigung von Roma & Sinti (Rom e. V.), woraufhin sich viele die Recherche durchführende Initiativen, häufig auch Schülergruppen, gründeten. Eine wichtige Hilfe ist neben lokalen Archiven und historischen Adressbüchern die Datenbank der Gedenkstätte Yad Vashem in Jerusalem. Finanziert werden Stolpersteine durch private Spenden. Ein Stein kostete 2019 einschließlich seiner Verlegung 120 Euro. Jeder Bürger kann eine Patenschaft für einen Stein übernehmen. Seit 2016 wird das Projekt von der von Gunter Demnig gegründeten gemeinnützigen Stiftung – Spuren – Gunter Demnig organisiert. Die Stiftung erhält alle Zahlungen und Spenden und beschäftigt Demnig, der ein Festgehalt erhält, und sechs weitere Mitarbeiter.
Im Jahr 2012 wurde das Projekt mit dem Marion Dönhoff Förderpreis für internationale Verständigung und Versöhnung ausgezeichnet und mit 10.000 Euro gefördert. Jurymitglied Anne Will sagte dazu, „… dass es inzwischen mehr als 37.000 dieser Steine gibt, ist eine große Leistung und ein großes Verdienst. Denn sie lassen die Deutschen ein ums andere Mal über die nationalsozialistischen Verbrechen ‚stolpern‘ und halten so die Erinnerung an die Opfer wach.“ Im selben Jahr erhielt Demnig den Erich-Kästner-Preis, dessen Preisgeld von 10.000 Euro den Stolpersteinen sowie dem Neuen Jüdischen Friedhof in Dresden zugutekam. Laudator Avi Primor würdigte das Projekt mit den Worten: „Die Stolpersteine sind das Gegenteil von Verdrängung. Sie liegen zu unseren Füßen, vor unseren Augen und zwingen uns zum Hinschauen. Durch Projekte wie die Stolpersteine wurde ein Dialog zwischen den Menschen in Deutschland und Israel möglich.“

## Herstellung und Gestaltung der Steine

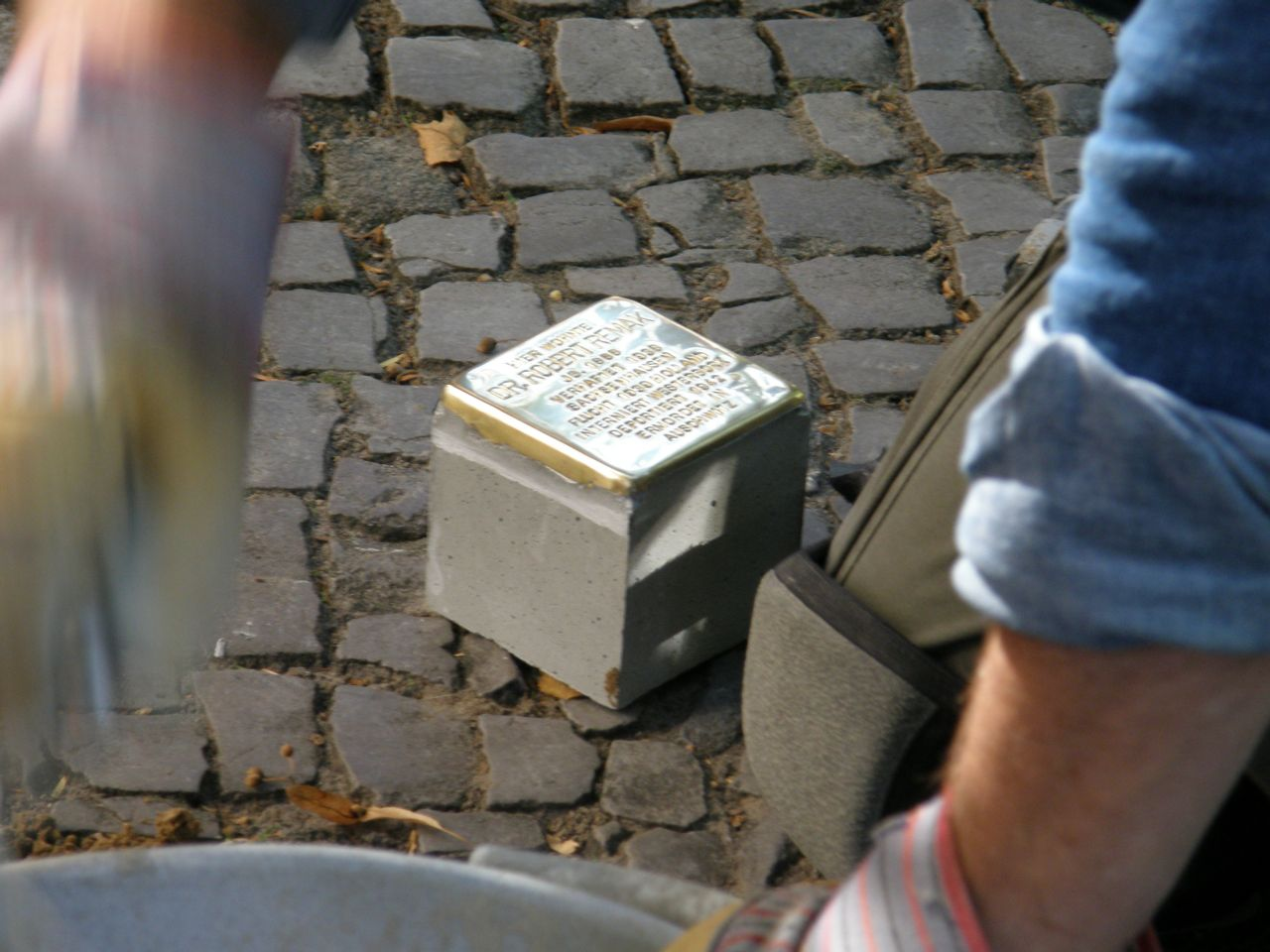
Stolperstein vor der Verlegung

Die Stolpersteine werden in Handarbeit hergestellt, weil dies nach Demnig im Gegensatz zur maschinellen Menschenvernichtung in den Konzentrationslagern steht. Anfangs fertigte er sie selbst. Mit der Ausdehnung des Projektes lässt er sich jedoch seit 2005 von dem Bildhauer Michael Friedrichs-Friedlaender unterstützen, der je Stein 50 Euro erhält und bis Juni 2018 in seiner Werkstatt mit zwei Mitarbeitern über 60.000 Stolpersteine produziert hat. Seit 2006 werden die Stolpersteine in dessen Werkstatt im Künstlerhof Berlin-Buch angefertigt. Sobald neue Daten vorliegen, bestimmt Demnig den Text, der in der Regel mit „Hier wohnte …“ beginnt, gefolgt vom Namen des Opfers und dem Geburtsjahr, häufig mit Deportationsjahr und Todesort. In einigen Fällen beginnt der Text mit „Hier lebte …“, „Hier wirkte …“, „Hier lehrte …“ oder „Hier lernte …“. Je nach Anlass beginnen die Texte „Hier getauft …“, „Hier erschossen …“, „Hier arbeitete …“ oder „Hier stand …“. Die Texte werden in speziell zugeschnittene Messingplatten geschlagen, deren Ränder oben und unten leicht und rechts und links weiter überstehen und anschließend nach hinten gebogen werden. Die Messingplatte wird mit Beton hintergossen. Sie ist dann durch die rechts und links umgebogenen Flächen fest mit dem Betonklotz verbunden.

## Verlegungen

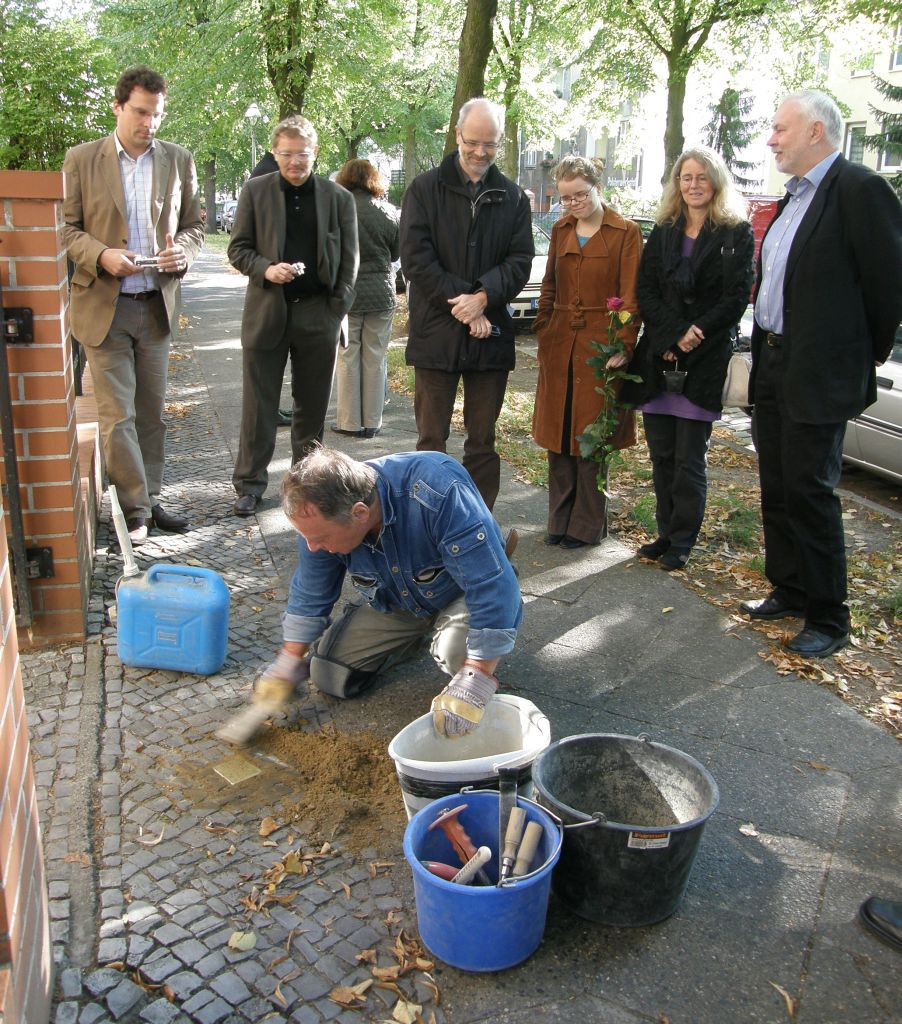
Stolpersteinverlegung

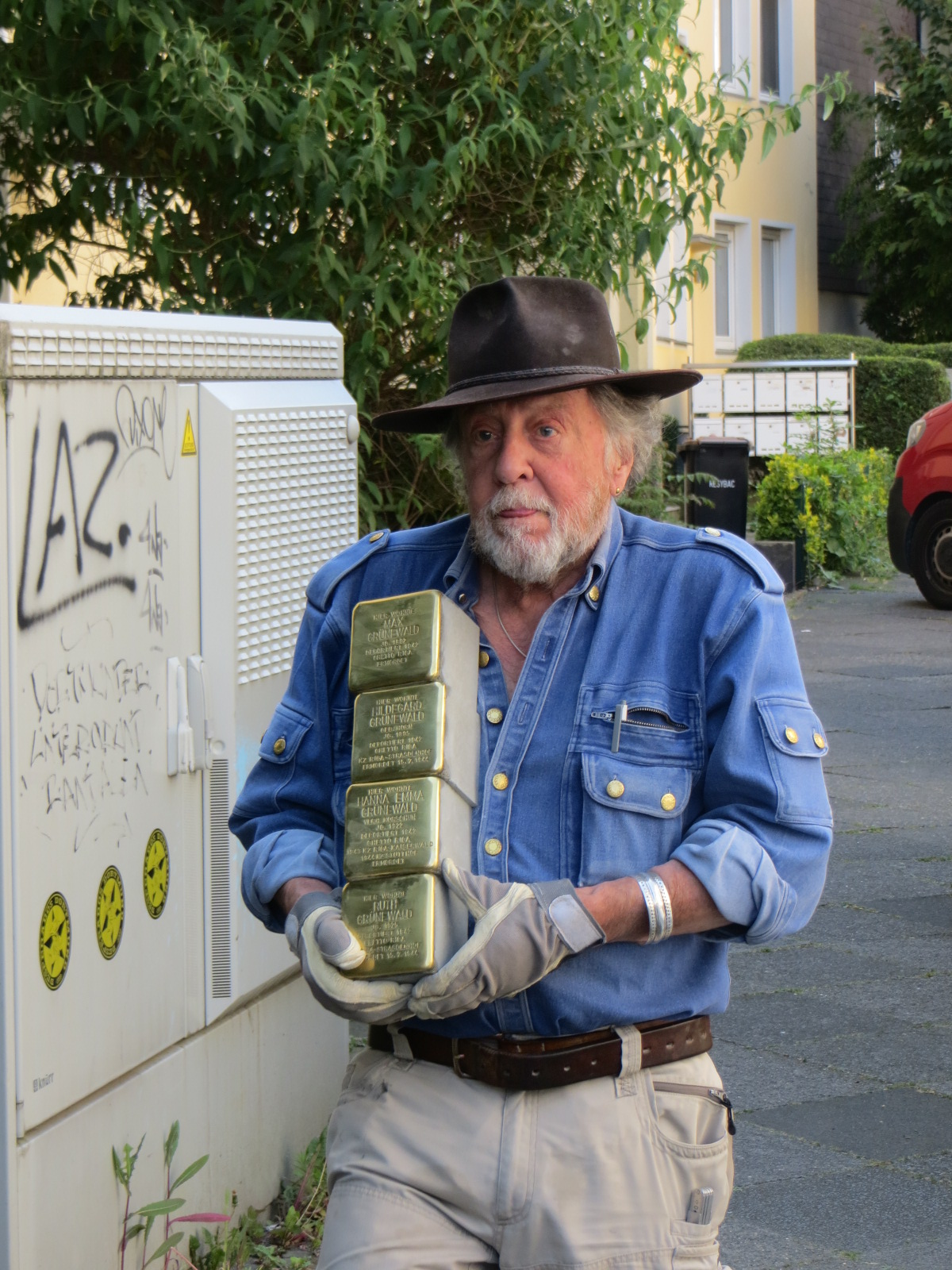
Demnig mit Stolpersteinen 2023

Die Stolpersteine lässt Demnig bündig in den Bürgersteig ein. Dies geschieht unmittelbar vor dem letzten vom Opfer frei gewählten Wohnort. Wichtigste Quelle für Wohnungsanschriften wie auch der Personeneinträge für jegliche Gedenkbücher sind die Ergänzungskarten der Volkszählung vom 17. Mai 1939. Sind die Wohnhäuser der Opfer nicht mehr erhalten, weil beispielsweise die Stadtstruktur beim Wiederaufbau nach dem Zweiten Weltkrieg neu geordnet wurde, wurden einige Stolpersteine auf oder vor entstandenen Freiflächen verlegt. Die Stolpersteine gehen nach der Verlegung in das Eigentum der Stadt oder Gemeinde über, weshalb die behördliche Genehmigung wichtig ist.
Bis Ende 2016 hatten Gunter Demnig und seine Vertreter über 70.000 Steine in Europa gesetzt, darunter in Deutschland über 7.000 in 1099 Städten und Gemeinden. Anfang 2020 waren es über 75.000 Gedenksteine in fast 1.200 deutschen Städten und Gemeinden.
Im April 2022 verlegte Demnig den 90.000sten Stolperstein in Gedenken an die hochschwangere Agathe Fleissner, die in der Penzberger Mordnacht an einem Straßenbaum erhängt wurde.
Im Mai 2023 verlegte Demnig in Nürnberg den 100.000sten Stolperstein in Gedenken an den Feuerwehrmann Johann Wild.
Außer in Deutschland wurden die Stolpersteine bisher in 31 weiteren Ländern verlegt.
Liste der Länder mit Stolpersteinen, sortiert nach dem Datum (Jahr) der ersten Steinsetzung:
- Deutschland (seit 1992 – ein Prototyp in Köln)
- Österreich (seit 1997)
- Deutschland (seit 2000 mit amtlicher Genehmigung)
- Niederlande und Ungarn (seit 2007)
- Polen und Tschechien (seit 2008)
- Belgien und Ukraine (seit 2009)
- Italien (seit 2010)
- Norwegen (seit 2011)
- Slowakei und Slowenien (seit 2012)
- Frankreich, Kroatien, Luxemburg, Russland und Schweiz (seit 2013)
- Rumänien (seit 2014)
- Griechenland und Spanien (seit 2015)[31]
- Litauen (im August 2016)
- Lettland (seit 2017)
- Finnland (seit Juni 2018)
- Republik Moldau (seit Juli 2018)
- Schweden und Dänemark (seit Juni 2019)[32]
- Serbien (seit August 2021)[33]
- Vereinigtes Königreich und Republik Irland (seit Mai/Juni 2022)
- Liechtenstein (seit August 2022)
- Bosnien und Herzegowina (seit April 2024)
- Kanalinseln (seit Juli 2024)
- Andorra (seit April 2025)

## Vom Süd bis Nord in Europa

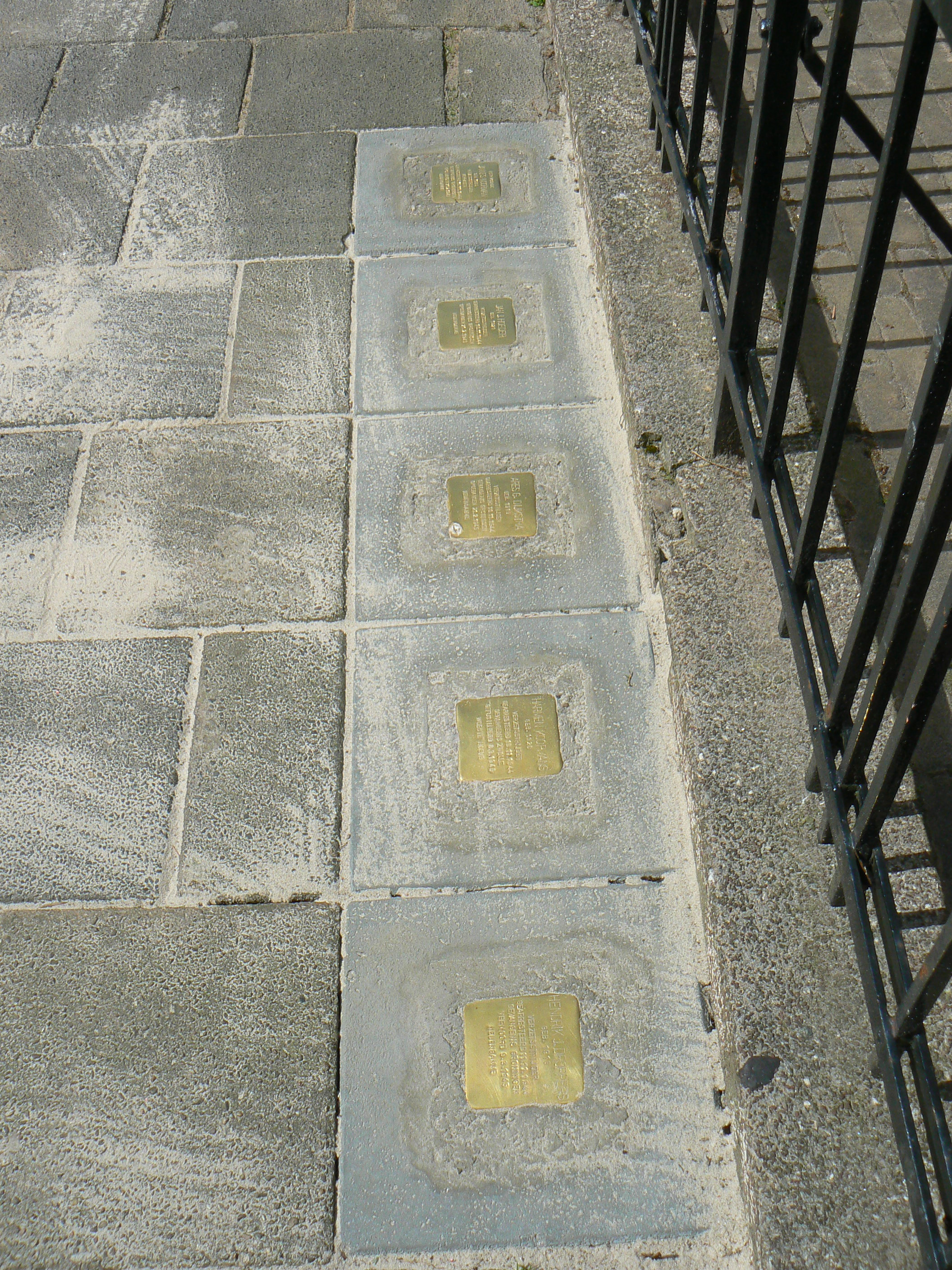
Stolpersteine in Groningen, verlegt 2010

Demnigs Projekt ist mittlerweile europaweit verankert, wobei sich deutliche regionale Unterschiede ergeben. In Marseille, Toulouse, Nizza, Grenoble, Krakau, Posen und Danzig, Athen, Sofia, Podgorica, Skopje und Pristina konnte bislang kein Stolperstein verlegt werden, hingegen finden sich in vielen, auch entlegenen Kleinstädten und Dörfern Tschechiens, der Slowakei und Ungarns Stolpersteine. Rumänien, Russland und die Ukraine zögern noch in ihrer Beteiligung an dem Projekt, nur eine sehr kleine Zahl an Stolpersteinen – in Relation zu den Opferzahlen – konnte in diesen Ländern verlegt werden. In Albanien, Bulgarien, Estland, im Kosovo, in Montenegro, Nordmazedonien und Belarus wurde bislang kein einziger Stolperstein verlegt. In Slowenien begannen zahlenmäßig relevante Verlegungen erst Ende der 2010er Jahre, in Polen, Kroatien und Serbien steht das Projekt am Anfang. In Rumänien gedachte man bislang nur einer 6-köpfigen jüdischen Familie aus Porț, einem kleinen Dorf im früheren Siebenbürgen, und eines einzelnen Mannes aus Timișoara.
Auf breite Zustimmung stößt das Projekt nicht nur in Deutschland, sondern auch in acht weiteren Staaten. Neben den Niederlanden, Italien und Tschechien bemühen sich vor allem Norwegen, Österreich, die Slowakei, Spanien und Ungarn um Stolpersteine für ihre Opfer des NS-Regimes, zunehmend auch Belgien, Dänemark, Frankreich, Griechenland und Luxemburg.

### Österreich

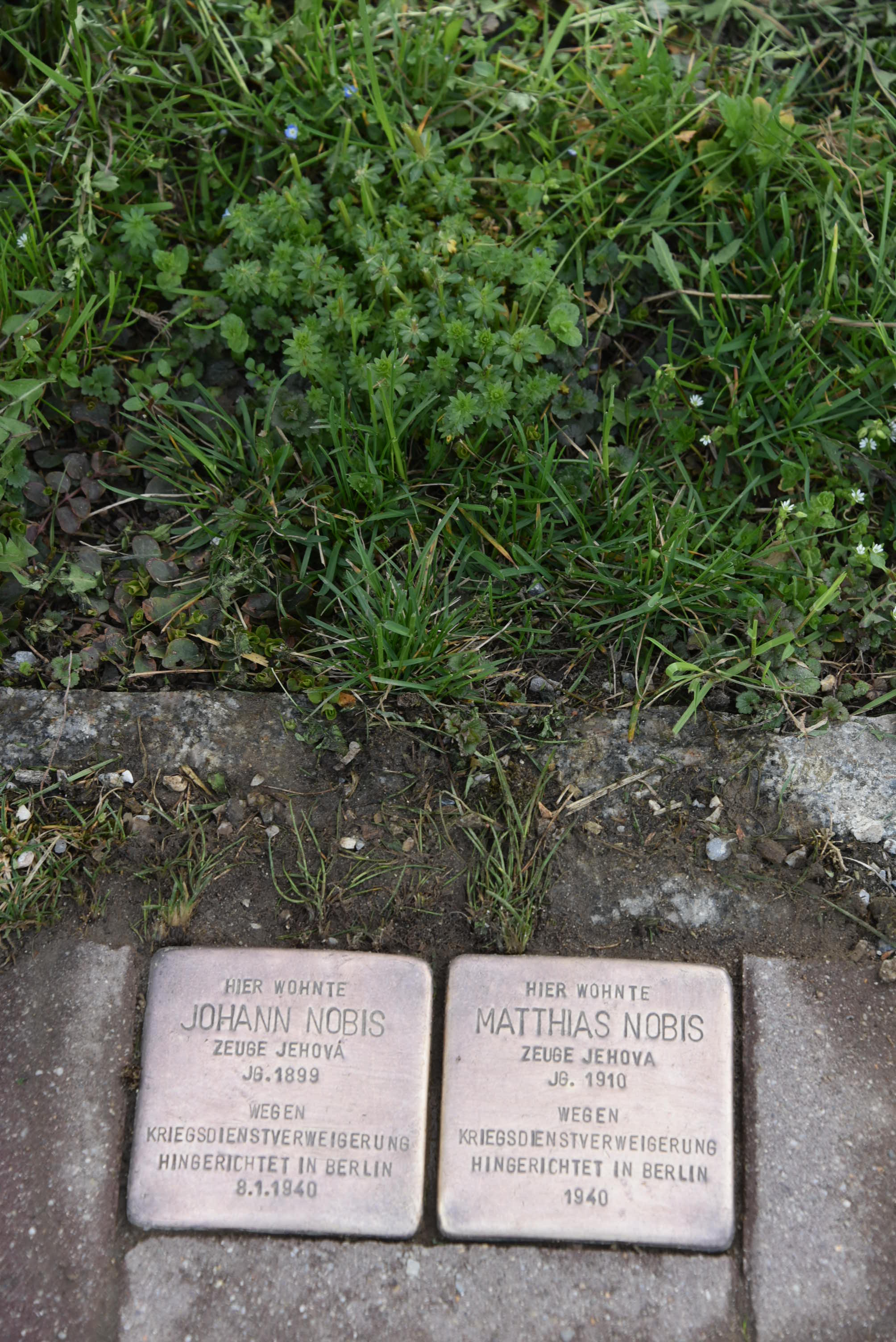
Die ersten amtlich genehmigten Stolpersteine, gewidmet den Brüdern Nobis, zwei Zeugen Jehovas

Obwohl Österreich nach Deutschland die erste Nation war, die Demnig einlud, und in Österreich die erste amtliche Genehmigung für die Verlegungen von Stolpersteinen ausgestellt wurde, ist die Stolperstein-Dichte in der Alpenrepublik unterdurchschnittlich. Ausnahmen sind die Stadt Salzburg mit mehr als 400 Steinen, neben Amsterdam, Brüssel, Hilversum und Rotterdam diejenige Stadt außerhalb Deutschlands mit den meisten Stolpersteinen, Graz mit mehr als 200 und Wiener Neustadt mit über 100 sowie Hallein mit 40 Steinen. Diese Städte bemühen sich um eine systematische Erfassung ihrer Opfer (Stand: Juni 2020). Mehrere Stolpersteine finden sich auch in Kärnten, Oberösterreich und Vorarlberg, sieben in Tirol, keiner im Burgenland. In Graz wurde der europaweit erste Stolperstein in Brailleschrift verlegt, er ist Irene Ransburg gewidmet. Die oberösterreichische Stadt Linz ist, wie die israelische Botschafterin Talya Lador-Fresher in einem Interview 2018 bekanntgab, die einzige ihr bekannte Stadt im deutschsprachigen Raum, die Stolpersteine nicht erlaube. Am 22. November 2019 wurde bekanntgegeben, dass sich die Jury in Linz anstelle von Stolpersteinen für Gedenkmale in Form von 1,5 m hohen und 35 cm breiten Stelen entschieden habe, die nach dem Entwurf des Künstlers Andreas Strauss mit Namen, Daten und Klingelknöpfen gestaltet werden und an 20 Wohnadressen aufgestellt werden sollen.
In Wien kam es nicht zu einer flächendeckenden Verlegung von Original-Stolpersteinen nach Gunter Demnigs Entwurf. Stattdessen entstanden lokale Projekte wie etwa die Wiener Steine der Erinnerung, initiiert 2005 von Elisabeth Ben David-Hindler. Nachdem ursprünglich keine Einigung mit Demnig erzielt werden konnte, entschied sie sich, eigenständig Gedenktafeln zu verlegen und gründete hierfür einen eigenen Verein.
Gunter Demnig äußerte Kritik an den Wiener Steinen der Erinnerung, da er diese als Konkurrenz oder Plagiat seines Konzepts empfand. Die Kunsthistorikerin Galit Noga-Banai bezeichnete auf einer Konferenz im Kontext von Demnigs Projekt alternative Gedenkinitiativen, darunter auch die Wiener Steine, als ‚fake memorials‘, da sie ihrer Meinung nach das verbindende Konzept der Stolpersteine langfristig schwächen könnten. Diese Einschätzung bleibt jedoch umstritten, da es sich dabei um eine subjektive Meinungsäußerung handelt.

### Niederlande

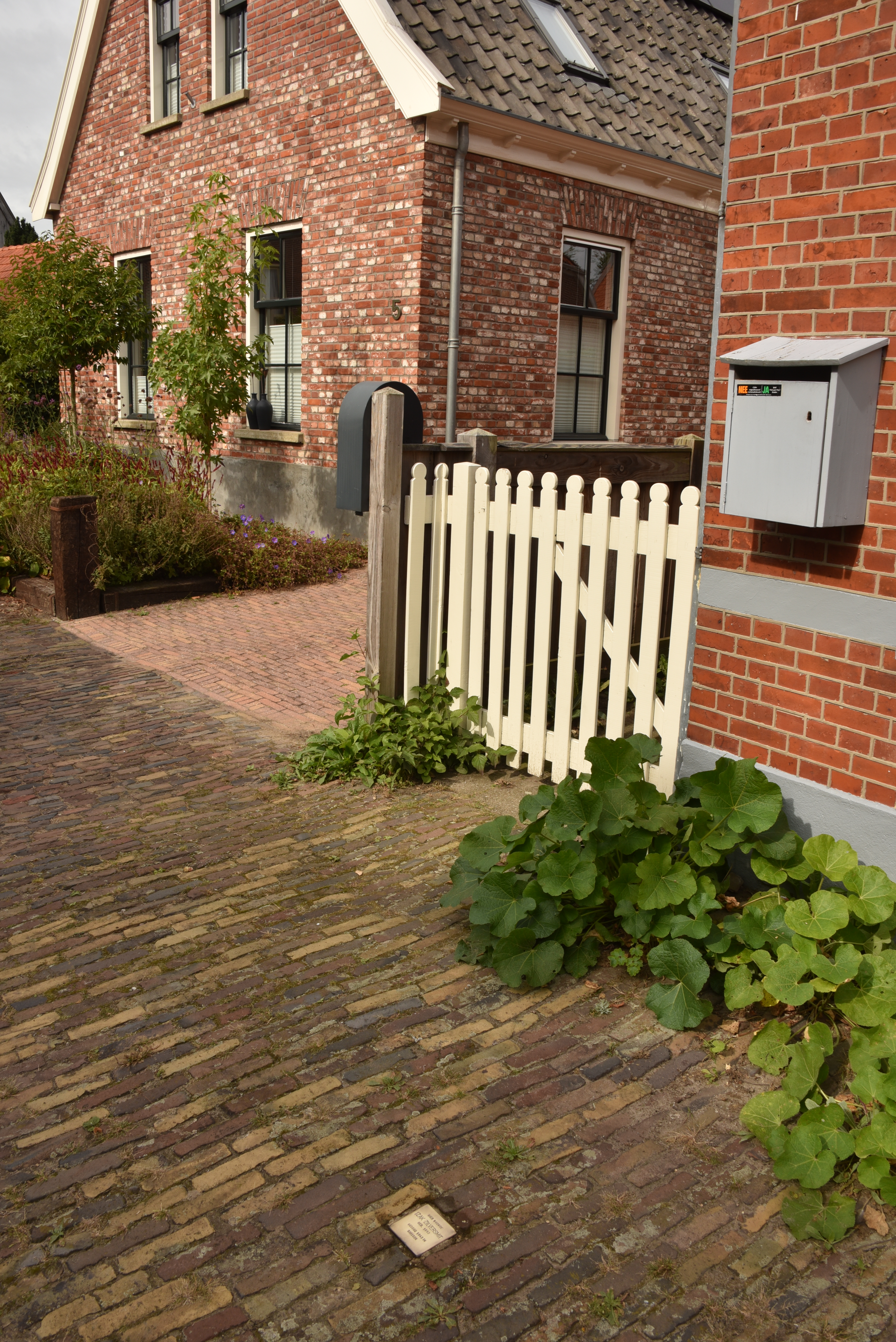
Der erste Stolperstein der Niederlande, verlegt in Borne

Demnig wurde und wird seit 2007 regelmäßig eingeladen, Stolpersteine in den Niederlanden zu verlegen. Der ersten Stadt, Borne, in der heute 81 Steine verlegt sind, folgten in rascher Folge bislang mehr als hundert Städte und Gemeinden mit mehr als 10.000 Verlegungen (Stand: März 2023). Anders als in Norwegen gibt es in den Niederlanden keine zentrale Erfassung und Dokumentation aller verlegten Stolpersteine, weshalb bislang nur Schätzungen vorliegen. Die 2019 gegründete Stichting Stolpersteine Amsterdam hat mit einer systematischen Erfassung auf wissenschaftlicher Basis begonnen, die Zahl der dort verlegten Steine wird auf rund 1.600 geschätzt, rund 2,3 % der Amsterdamer Opfer der Shoah. Mehr als 700 Stolpersteine finden sich in Rotterdam, 450 in Hilversum und 334 in Den Haag. Des Weiteren sind insbesondere Kleinstädte mit systematischer Erfassung ihrer Opfer zu erwähnen: Oss (343), Assen (303), Eindhoven (274), Gouda (258), Schiedam (mit mehr als 150) und Stadskanaal (141).

### Tschechien

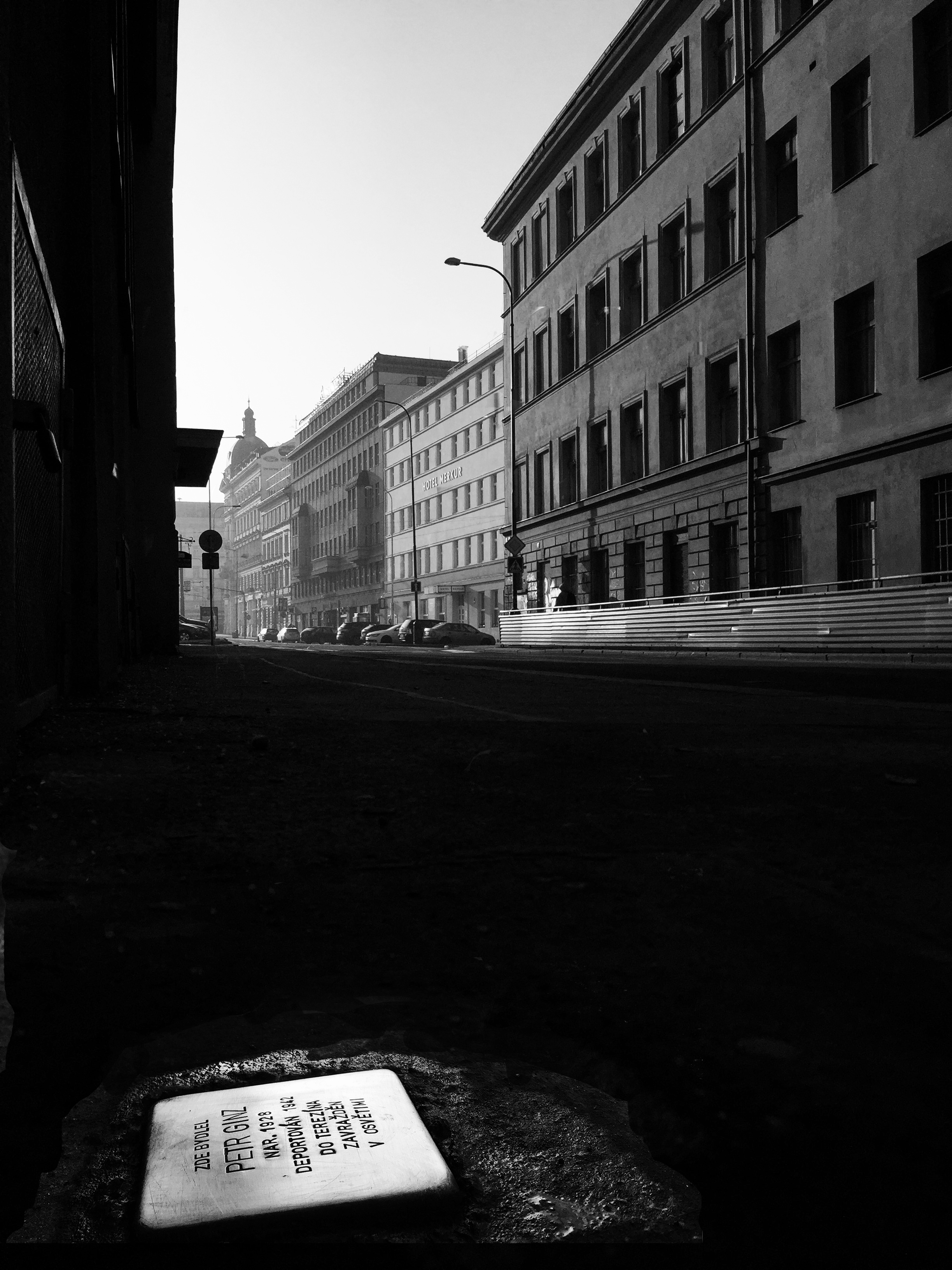
Stolperstein in der Prager Neustadt für Petr Ginz, ermordet in Auschwitz

In Tschechien, wo die „Stolperstein“-Arbeit am 8. Oktober 2008 in Prag begann, besteht heute eine nahezu flächendeckende Abdeckung mit Stolpersteinen. In 13 der 14 Regionen haben Demnig sowie andere zahlreiche Initiatoren Steine verlegt. Derzeit (Stand: Juni 2020) ist noch nicht erhoben, wie viele Stolpersteine in Tschechien insgesamt verlegt wurden. In Prag wurden in den Jahren 2008 bis 2020 bisher 375 Stolpersteine verlegt, in Olmütz 213 Stolpersteine und eine Stolperschwelle (Stand November 2017), in Brünn 78 Original-Stolpersteine und 19 Gedenksteine für NS-Opfer. Die ostmährische Stadt Ostrava (dt. Ostrau) zählt zu den weiteren Schwerpunkten. In Neratovice finden sich 17 Stolpersteine, in Tišnov (dt. Tischnowitz) 15, weitere 9 in der Minderstadt Lomnice u Tišnova (dt. Lomnitz). Ein besonderes tragisches Schicksal betraf das kleine tschechische Mädchen Hana Brady, die 13-jährig vom NS-Regime in den Gaskammern ermordet wurde. In Třeboň (deutsch Wittingau) wurde 2010 ein Stolperstein für ihren Vater Karel Brady-Metzl verlegt.

### Italien

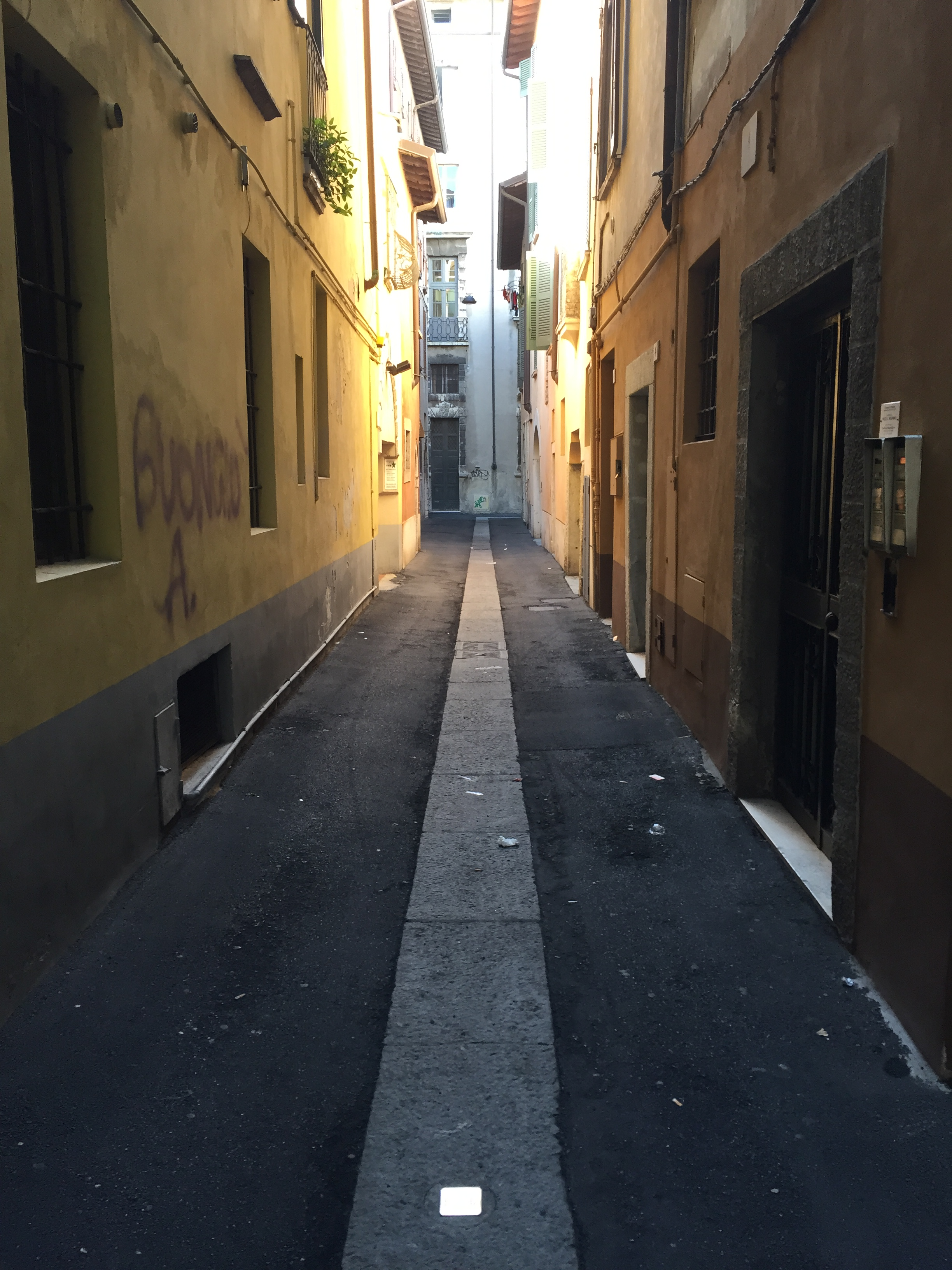
Stolperstein in Brescia für Ubaldo Migliorati, einen 1943 untergetauchten Soldaten, der im März 1945 im KZ Buchenwald ermordet wurde

In Italien begann die „Stolperstein“-Arbeit am 28. Januar 2010 in Rom, wo bislang 249 Steine verlegt wurden. Es folgten 2012 die Regionen Ligurien, Trentino-Südtirol und die Lombardei, 2014 Venetien und die Toskana, 2015 die Provinz Reggio Emilia und das Piemont (in Turin wurde am 11. Januar 2015 der europaweit 50.000. Stolperstein verlegt) sowie 2016 Abruzzen, Apulien und Friaul-Julisch Venetien, 2017 die Marken, 2019 Sizilien und 2020 Kampanien. In Italien zeigen sich deutlich regionale Unterschiede zu anderen Ländern: Neben der jüdischen Bevölkerungsgruppe und dem politischen Widerstand sind dort zahlreiche Stolpersteine auch Angehörigen der italienischen Streitkräfte gewidmet, die nach dem Kriegsaustritt Italiens nach dem 8. September 1943 von der deutschen Wehrmacht entwaffnet, verhaftet und als italienische Militärinternierte (IMI) nach Deutschland deportiert wurden, wo sie Zwangsarbeit leisten mussten. Der IMI-Status diente dazu, den ehemals verbündeten Soldaten den Status von Kriegsgefangenen zu verweigern, der sie unter den Schutz des III. Genfer Abkommens von 1929 über die Behandlung der Kriegsgefangenen gestellt hätte. Die italienischen Militärinternierten wurden durch die Ausbeutung ihrer Arbeitskraft, Nahrungsmittelentzug und fehlende medizinische Betreuung teilweise schlechter behandelt als die sowjetischen Gefangenen.

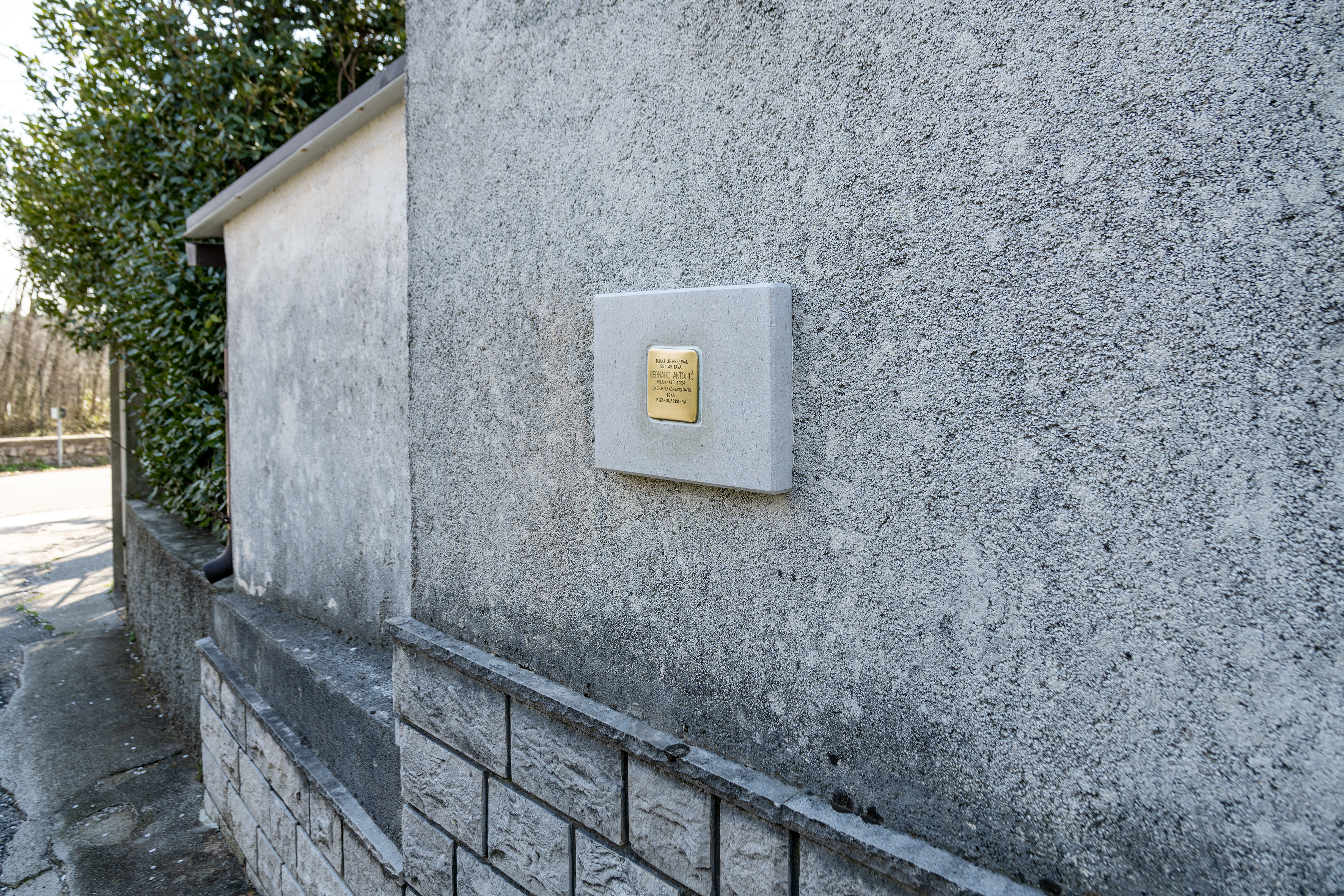
Wandverlegung in Duino-Aurisina

Eine höchst unkonventionelle Form der Verlegung wählte die Gemeinde Duino-Aurisina in der früheren Provinz Triest – vier der 13 Stolpersteine dieser Gemeinde wurden an Wänden verlegt.

### Norwegen
Norwegen ist das erste Land, welches systematisch für alle jüdischen Opfer während der NS-Herrschaft jeweils einen Stolperstein plant. 2.173 Juden lebten in Norwegen, als Hitler-Deutschland das Land überfiel. 772 wurden verhaftet und deportiert, 34 davon kehrten zurück. Das Projekt ist relativ weit vorangeschritten, mit bislang 729 verlegten Stolpersteinen in allen Provinzen (Stand November 2021). Demnig verlegte von Agder im Süden bis in den hohen Norden, bis Berlevåg und Hammerfest. Der größte Anteil der Stolpersteine liegt in Oslo (bislang 439) und in Trondheim (65). Möglich geworden ist die systematische Erfassung der Opfer nur aus zwei Gründen, einerseits wegen der überschaubaren Anzahl an Opfern, andererseits aufgrund der fortgeschrittenen Opferforschung in Norwegen. Als einziges Land hat Norwegen eine Website, die alle für jüdische Opfer verlegten Stolpersteine zeitnah erfasst. Sie wurde vom Jødisk Museum i Oslo erstellt und wird von dieser Institution auch gewartet. Es bestehen zwei Sprachversionen, norwegisch und englisch.
Einige wenige Stolpersteine sind auch Widerstandskämpfern gewidmet, die keine jüdischen Vorfahren hatten. Zwei liegen in Oslo, acht in Flekkefjord.

### Spanien
Obwohl Spanien niemals vom NS-Regime besetzt war, gibt es viele Spanier, die in deutschen Konzentrationslagern ermordet wurden. Während der deutschen Besetzung Frankreichs wurden viele spanische Republikaner, die nach Frankreich geflüchtet waren, um nicht Francos Schergen in die Hände zu fallen, vom NS-Regime in Haft genommen. Sie wurden entweder in das KZ Mauthausen deportiert oder dem Vichy-Regime übergeben. Rund 7000 Spanier waren in Mauthausen inhaftiert und zur Zwangsarbeit verurteilt, mehr als die Hälfte von ihnen wurde vom NS-Regime ermordet. Den überlebenden KZ-Häftlingen spanischer Nationalität entzog das Franco-Regime die Staatsangehörigkeit und machte sie somit staatenlos. Mehrere Jahrzehnte lang wurde ihnen jede Form der Anerkennung als Opfer und jede Wiedergutmachung verweigert.
Seit 2015 verlegt Demnig Stolpersteine in Katalonien, seit 2018 auch auf den Balearischen Inseln. Im Dezember 2018 gab die Stadtverwaltung von Madrid bekannt, dass sie Demnig mit der Herstellung von 449 Stolpersteinen für Opfer des NS-Regimes beauftragt hat. 445 dieser Steine sind Männern gewidmet, 4 Frauen.

### Weitere Länder

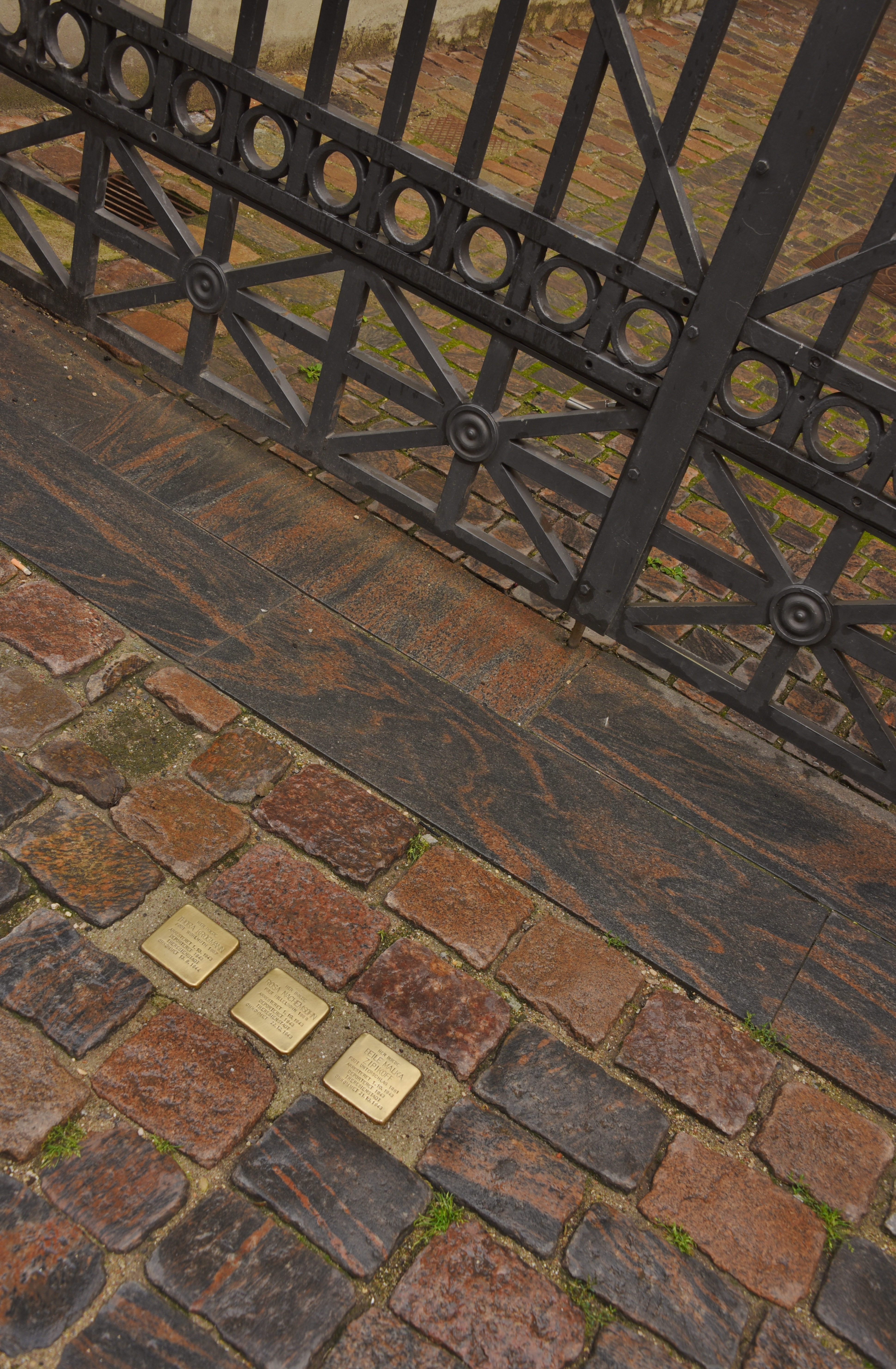
Stolpersteine vor der Großen Synagoge in Kopenhagen

In Dänemark wurden bislang 31 Stolpersteine verlegt (Stand: August 2020) – die Verschleppungsquote der dortigen jüdischen Bevölkerung lag bei „nur“ zwei Prozent, dank der erfolgreichen Weigerung der dänischen Regierung, den Judenstern und die Rassengesetze einzuführen, sowie der mutigen Rettung von über 7200 dänischen Juden und fast 700 ihrer nicht jüdischen Partner nach Schweden durch die dänische Bevölkerung, knapp bevor das NS-Regime diese deportieren und ermorden konnte.
In Finnland wurden zwischen 2018 und 2020 sieben Stolpersteine verlegt, alle in der Hauptstadt Helsinki, von wo am 6. November 1942 acht Juden nach Estland deportiert und in Tallinn an die Gestapo übergeben wurden. (Ein Stolperstein für die achte aus Finnland deportierte Person liegt seit 2019 in Stockholm.)
Auch in Russland wurden Stolpersteine verlegt.
In Schweden wurden in den Jahren 2007 und 2010 vom Forum för levande historia (Forums für lebendige Geschichte) auf Stockholm bezogene Anträge auf Anbringung von Schildern bei Adressen von verschleppten und ermordeten jüdischen Schutzsuchenden abgelehnt. Die Begründung war, dass diese Erinnerungsobjekte einen „erschreckenden“ Eindruck auf die Vorbeigehenden machen könnten, was nicht im Sinne der Stockholmer Stadtverwaltung sei. Ab Februar 2017 wurde die Frage erneut diskutiert, diesmal unter positiven Vorzeichen. Im November 2018 wurden seitens der Stadtverwaltung von Stockholm die entsprechenden Mittel bereitgestellt. Die ersten drei Stolpersteine wurden im Juni 2019 in Stockholm verlegt.
Erstaunen mag auch die Verlegung von Stolpersteinen in der Schweiz, da doch die Schweiz nie unter Kontrolle des NS-Regimes stand. Die Stolpersteine in mehreren Schweizer Städten gedenken vor allem NS-Opfern, die zumindest einen Teil ihres Lebens in der Schweiz verbracht haben, von den Schweizer Behörden nicht angemessen geschützt oder gar an Deutschland ausgeliefert wurden. In Riehen erinnert eine Stolperschwelle an die Schließung des Grenzübergangs Lörrach/Riehen und die 30.000 Menschen, denen das Asyl verweigert wurde.
In England wurde im Mai 2022 ein erster Stolperstein in London verlegt.
In Irland wurden am 1. Juni 2022 erstmals sechs Stolpersteine in der Hauptstadt Dublin verlegt.
In Frankreich wurden seit 2013 Stolpersteine verlegt. Bis 2022 wurden weitere Stolpersteine verlegt, z. B. in Obernai (Elsass).
Die Stolpersteine finden international hohe Beachtung, auch in Ländern, in denen keine verlegt werden, wie den Vereinigten Staaten.

## Ähnliche Projekte
2013 rief der russische Journalist Sergei Parchomenko eine Initiative namens Letzte Adresse ins Leben. 
Insgesamt wurden rund tausend Gedenktafeln für Opfer des sowjetischen Staatsterrors angebracht, vor allem in Moskau, auch in Sankt Petersburg und anderen russischen Städten, in Dörfern und im Ausland (darunter in der Ukraine, in Georgien und in Tschechien). 
Das Putin-Regime hat 2024 Gedenktafeln entfernen lassen und Parchomenko zum ausländischen Agenten erklärt.

## Dokumentation
Demnig selbst pflegt auf seiner Website eine Chronik, in der er für jeden Tag die Städte und Gemeinden auflistet, in denen er Stolpersteine verlegt oder Vorträge hält. Diese Liste enthält auch zukünftige, angekündigte Termine.
Manche Gemeinden dokumentieren selbst, unter anderem auf ihrer Website, alle in ihrem Stadtgebiet verlegten Stolpersteine, zum Beispiel Chemnitz. Vielerorts arbeitet der Künstler Demnig mit einer lokalen Arbeitsgruppe zusammen, die die Recherche und Verlegungen koordinieren und oftmals dokumentieren, zum Beispiel die Koordinierungsstelle Stolpersteine Berlin für Berlin.
Neben solchen regionalen Dokumentationsportalen, die verschiedene Städte oder Koordinierungsgruppen betreiben, wurden auch deutschland- oder weltweite Angebote entwickelt, um eine flächendeckende Dokumentation zu ermöglichen:
- Die App und Website Stolpersteine Guide[59] wurde 2013 in Leipzig gestartet und seitdem von zig Initiativen aus ganz Deutschland mit Biografien und Bildern unterstützt.[60] Sie zeigt die Standorte auf einer Karte, die Biografie der Person oder Familie und oft Fotos von der Verlegung.
- Der WDR entwickelte eine App, mit der die Schicksale zu Stolpersteinen in NRW erzählt werden.[61]
- In OpenStreetMap können Standorte von Stolpersteinen markiert und mit Inschrift oder Link zu einem Foto versehen werden. Es existiert eine Website mit einer spezifischen Stolpersteine-Karte, die basierend auf diesen Daten die Stolpersteine auf einer topografischen Karte hervorhebt.[62]
- Wikipedia enthält die Liste der Orte mit Stolpersteinen und zahlreiche Artikel mit detaillierten Listen für einzelne Orte.

Häufig berichten regionale Medien wie Lokalzeitungen innerhalb ihres Einzugsgebiets über die Recherchen oder die Ankündigung, Stolpersteine verlegen zu lassen. Die Verlegung wird oft in Form einer Reportage begleitet. Außerdem berichten sie von Mahnwachen, Putzaktionen oder Vandalismusschäden an Stolpersteinen.
Mit dem Projekt Stolpersteine ist auch das Projekt der Buchreihe Stolperstein-Geschichten verbunden.

## Kopfsteine
An einigen Stellen wurden Stolpersteine verlegt, die keinen Namen einer Einzelpersonen tragen oder ihr gewidmet sind, sondern für ganze Personengruppen stehen. Das sind häufig Gruppen, die nicht genau abgrenzbar oder deren Einzelschicksale nicht mehr rekonstruierbar sind. Diese Steine werden oft in der Mitte oder über weiteren Stolpersteinen verlegt und werden dementsprechend „Kopfstein“ genannt.

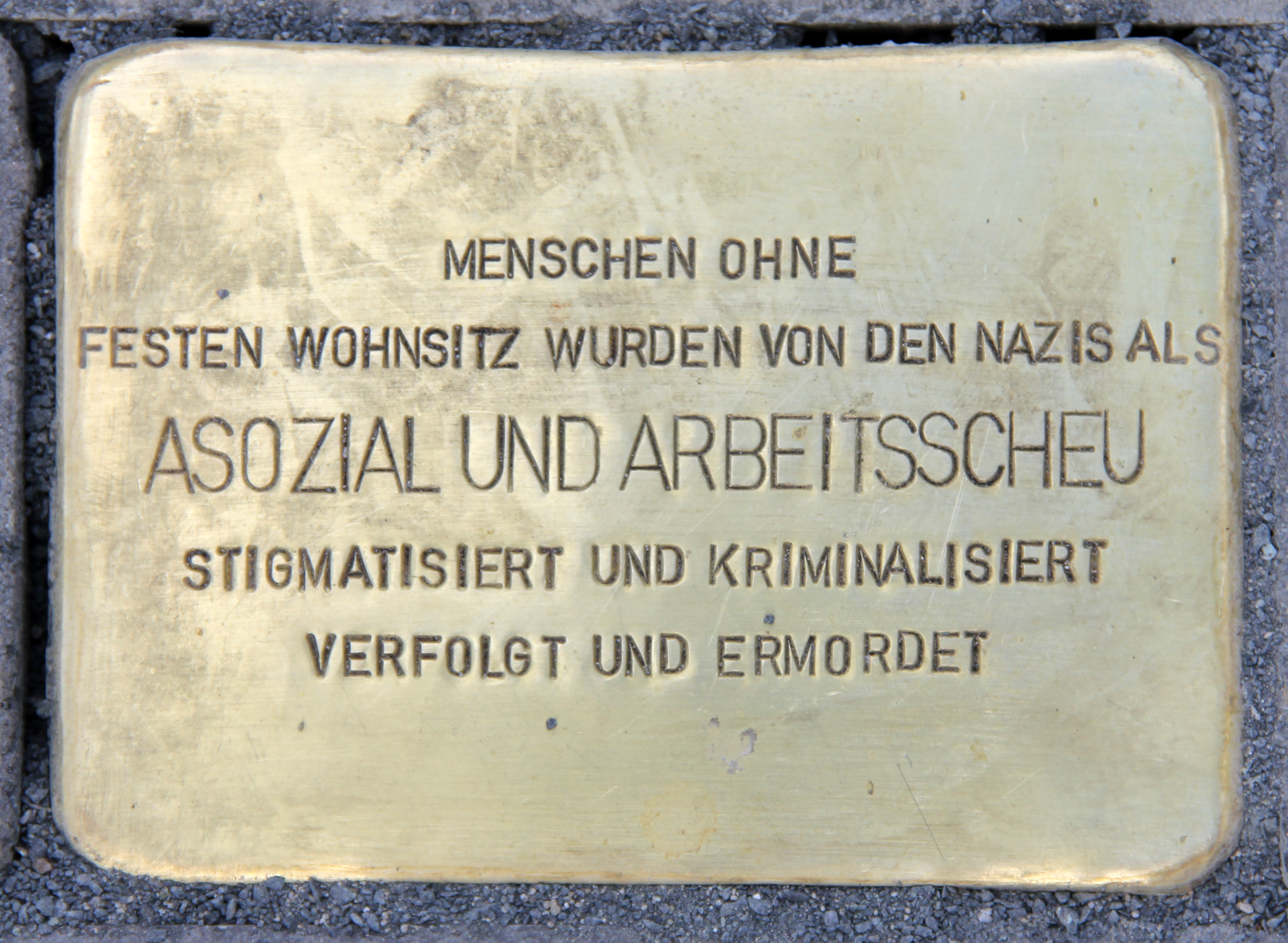
Kopfstein für eine Opfergruppe in Berlin-Mitte
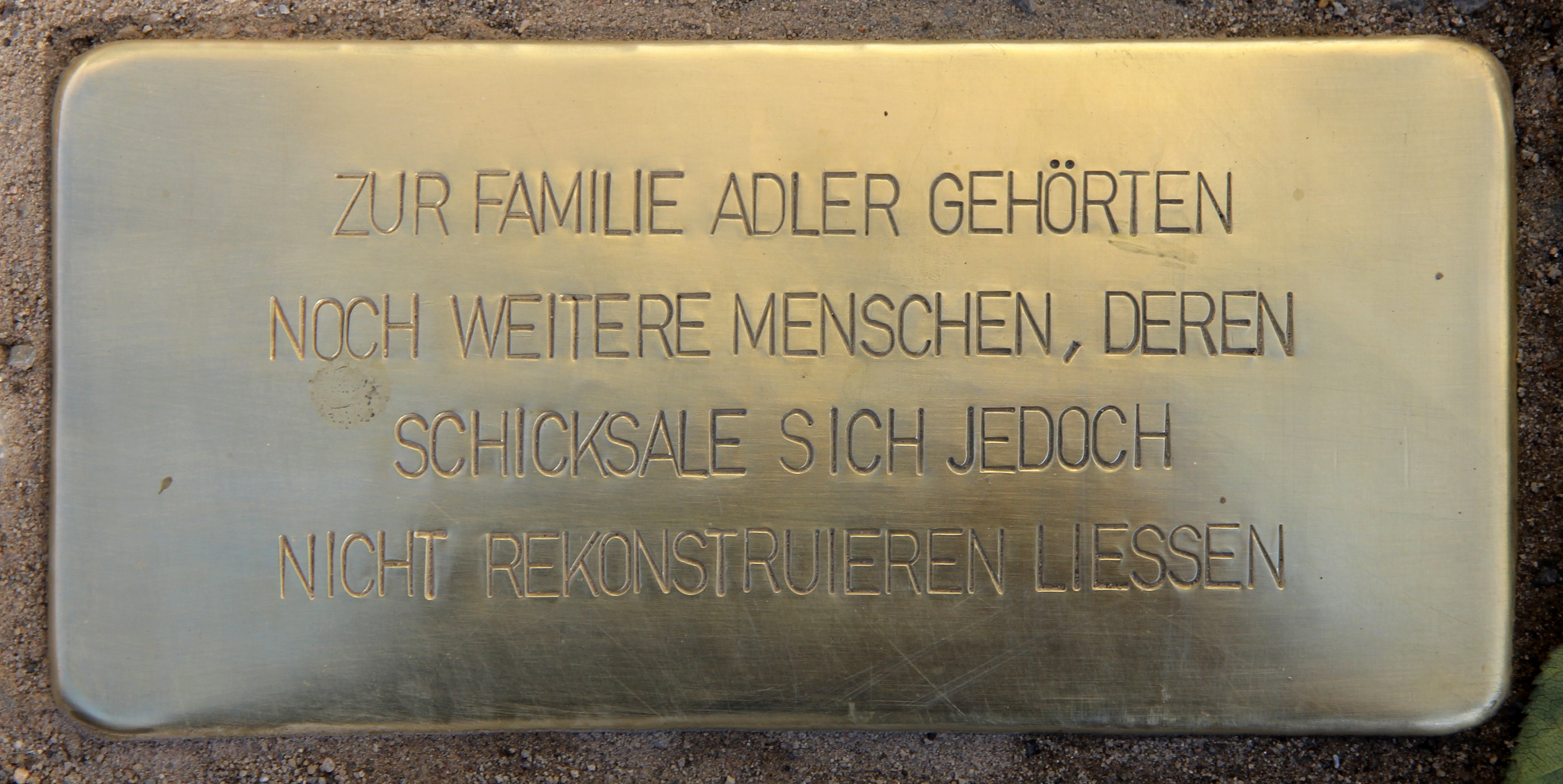
Kopfstein für eine große Familie in Berlin-Mitte
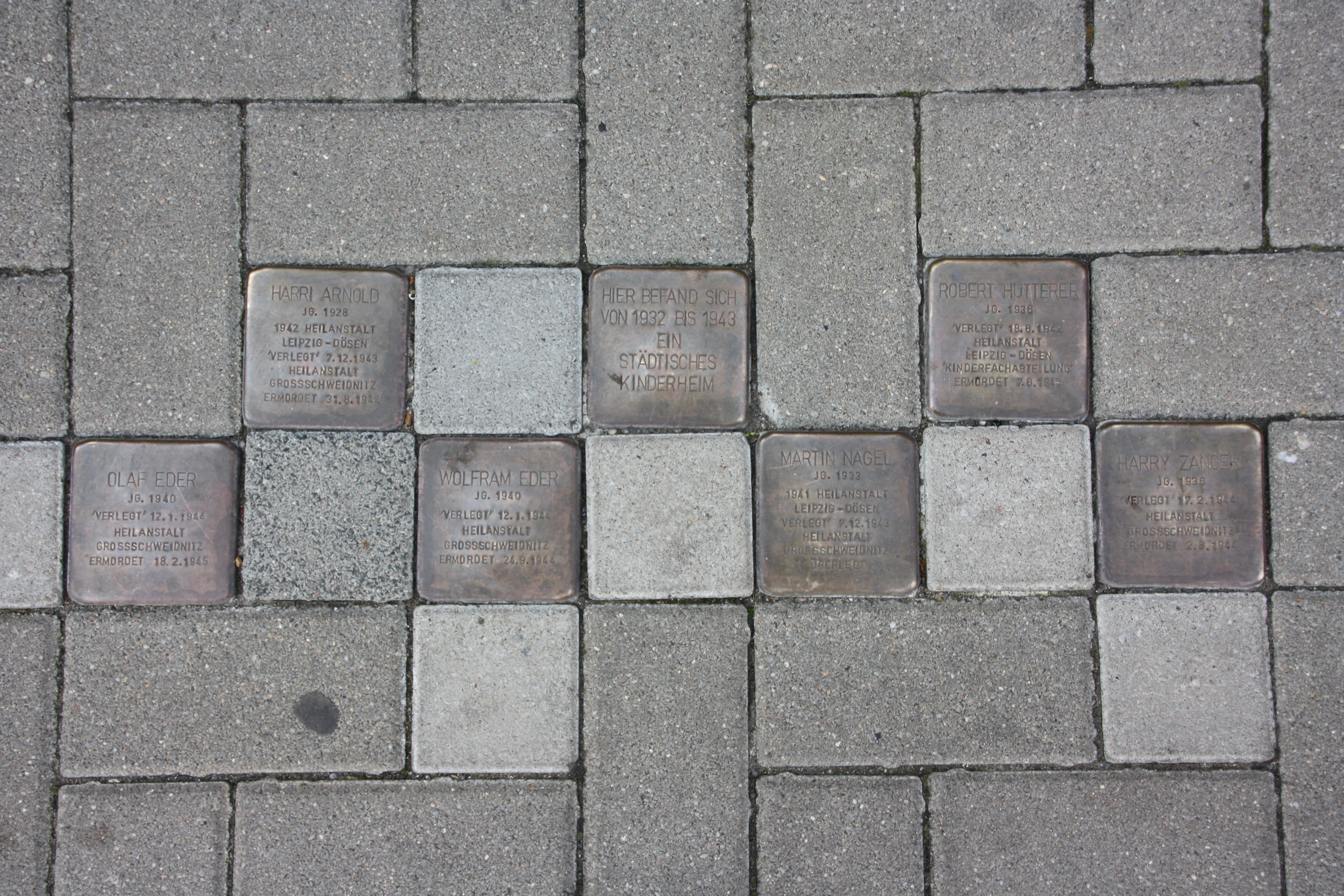
Kopfstein für ein Kinderheim in Leipzig-Connewitz mit Stolpersteinen für namentlich bekannte Opfer

## Stolperschwellen

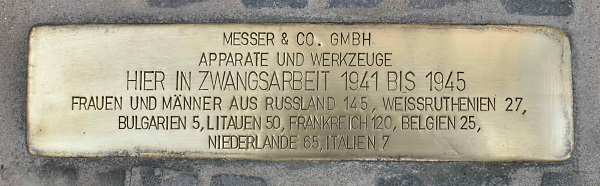
Stolperschwelle für Zwangsarbeiter die bei Messer&Co. GmbH in Frankfurt - Ostend gearbeitet haben

Zusätzlich zu Stolpersteinen verlegt Demnig fallweise auch sogenannte Stolperschwellen – ebenfalls eben im Boden – im Format 100 mal 10 cm, mit denen ganzer Opfergruppen gedacht wird. Beispielsweise verlegte er im Hauptbahnhof von Stralsund eine Stolperschwelle, die den 1160 psychisch kranken Menschen gewidmet ist, die von hier aus im Dezember 1939 abtransportiert und Opfer der Aktion T4 wurden, ermordet vom NS-Regime in Wielka Piaśnica (Polen). Weitere Stolperschwellen erinnern beispielsweise in Geislingen an die Zwangsarbeiterinnen des dortigen KZ-Außenlagers, in Ettelbrück an die Opfer der Shoah in Luxemburg, in Glinde an die Opfer eines dortigen Arbeitslagers, in Merseburg an die Opfer der Aktion T4 und in Köln an 1000 Opfer der Roma und Sinti. Weitere Stolperschwellen sind bekannt in Bad Buchau, zwei in Berlin-Friedenau, eine in Berlin-Siemensstadt, eine in Braunschweig, vier in Hamburg (drei davon schmaler), jeweils eine in Ingelheim-Heidesheim, Karben, Leipzig, Messel, Mönchengladbach, Nassau, Regensburg, Rüsselsheim, zwei weitere in Stralsund, eine in Völklingen, zwei in Weingarten und eine weitere in Olbernhau. Die Stolperschwelle in Thessaloniki ist vor jenem Haus angebracht, von dem aus Alois Brunner und Adolf Eichmann die Deportation und Vernichtung von 96,5 Prozent aller Juden aus dieser Stadt planten und organisierten. Eine weitere Stolperschwelle in Seesen (Harz) erinnert an die Schüler der Jacobson-Schule.
Am 22. Februar 2022 wurde in Unterlüß (Landkreis Celle) ein Gedenkort für Zwangsarbeiter und Lager-Insassen in der Zeit des Nationalsozialismus eröffnet. Vier Texttafeln und eine Stolperschwelle erinnern an mehr als 20 Lager in der Umgebung von Unterlüß. Viele Zwangsarbeiter mussten für den Waffenhersteller Rheinmetall-Borsig arbeiten.
2017 nahm das Kunstprojekt die erste Verlegung außerhalb Europas vor. In Argentinien wurde in Anwesenheit des deutschen Botschafters Jürgen Mertens am 30. Oktober eine Stolperschwelle am Eingang der Pestalozzi-Schule Buenos Aires verlegt. Sie ehrt die 1934 gegründete deutsche Auslandsschule als Zufluchtsstätte der Verfolgten des Nationalsozialismus. In Vertretung von Gunter Demnig war Anna Warda von der Stiftung – Spuren – Gunter Demnig bei der Verlegungszeremonie anwesend.
In der Tschechischen Republik wurde die erste Stolperschwelle am 14. November 2017 in Olmütz verlegt. Der Initiator war der Senator der Stadt, Lumír Kantor, in Zusammenarbeit mit der Jüdischen Gemeinde Olmütz (Židovská obec Olomouc). Die Stolperschwelle befindet sich vor der Grundschule in Hálkova ulice, die im Protektorat Böhmen und Mähren ein Sammelort für die Deportierten vor ihrer Verlegung aus dem nahegelegenen Bahnhof war. 1942 gingen von hier aus vier Transporte mit insgesamt 3508 Personen aus Olmütz und anderen Gemeinden in das KZ Theresienstadt und dann in andere Konzentrationslager, von denen nur 295 überlebten.
In Österreich erfolgte erstmals die Verlegung einer Stolperschwelle (LBH 720 × 96 × 96 mm) am 22. Oktober 2020 beim Zwangsarbeiterlager Graz-Liebenau. Sie liegt kleinpflasterumrahmt im Asphalt des linken Muruferwegs, einer Radroute, sehr genau an jener Stelle, wo der im Krieg errichtete und um 2019 abgerissene Puch-Steg hinüber zu den Puch-Werken führte.

## Remembrance Stones
Im Dezember 2018 erweiterte Gunter Demnig sein Konzept und erschuf mit den sogenannten Remembrance Stones Gedenksteine, welche an die Opfer des Franquismus erinnern sollen. Den ersten dieser Steine verlegte er am 15. Dezember 2018 in Porreres auf Mallorca. Die Idee dahinter ist, dass mit den Remembrance Stones der Menschen gedacht werden soll, die nicht direkte Opfer des Nationalsozialismus waren, sondern vielmehr des verwandten Franquismus. Hier möchte der Künstler im Gedenken eine Brücke schlagen, denn ohne die nationalsozialistische Unterstützung hätte Francisco Franco seine Macht und Repression in dieser Form und Schnelle nicht ausweiten und über 40 Jahre erhalten können. Die ersten dieser Gedenksteine gelten den zwanzig Bürgermeistern und Politikern, die zwischen 1936 und 1939 von den Nationalisten und Unterstützern Francos auf Mallorca inhaftiert, gefoltert und ermordet wurden. Die Steine liegen vor ihren ehemaligen Wohnhäusern oder ihren Arbeitsstätten, den Rathäusern.

## Beschädigungen, Reinigung der Steine, Gedenktage
Die Stolpersteine sind an exponierten Stellen verlegt und somit der Witterung, dem Straßenstaub und oftmals auch den Exkrementen von Hunden und Vögeln ausgesetzt. Insbesondere in Norwegen werden alljährlich Stolpersteine unbeabsichtigt durch Schneepflüge beschädigt oder zerstört. Sie werden im Regelfall zeitnah von den Organisatoren durch neue Messingplatten ersetzt.
Demnig selbst empfiehlt die regelmäßige Reinigung der Stolpersteine, und viele regionale Vereine und Initiativen haben Reinigungspläne erstellt. Besonders häufig werden drei Gedenktage genutzt, um die Stolpersteine zu reinigen und Kerzen zum Gedenken an die ermordeten oder ins Exil gezwungenen Menschen zu entzünden; dies sind
- der 27. Januar, der Internationale Tag des Gedenkens an die Opfer des Holocaust,[76][77]
- der 7. April, der jüdische Holocaust-Gedenktag Jom haScho’a,
- der 9. November, der Tag des Gedenkens an die Novemberpogrome 1938.[78]

Fallweise werden auch der Tag des offenen Denkmals in Deutschland, der zweite Sonntag im September, bzw. der Tag des Denkmals in Österreich, der letzte Sonntag im September, für Stolperstein-Reinigungen, Führungen und Rundgänge genutzt. Immer wieder finden sich Jugendliche zusammen, die aus Eigeninitiative Stolpersteine säubern, polieren oder instand halten.

## Kritik
An dem Konzept der „Stolpersteine“ wird auch Kritik geäußert: Eine vehemente Gegnerin von Demnigs Projekt ist Charlotte Knobloch, Präsidentin der Israelitischen Kultusgemeinde München und Oberbayern (IKG), die es als „unerträglich“ bezeichnete, die Namen ermordeter Juden auf Tafeln zu lesen, die in den Boden eingelassen sind und worauf mit Füßen „herumgetreten“ werde. Die Anhänger des Stolpersteinprojekts stellte sie öffentlich als „Gedenktäter“ in die Nachfolge der Täter der Judenvernichtung.
Die Meinungen gehen unter prominenten Juden jedoch auseinander. Der damalige Vizepräsident des Zentralrats der Juden in Deutschland, Salomon Korn, verteidigte das Projekt. Auch der Vizepräsident des Jüdischen Weltkongresses und Nachfolger Knoblochs als Präsident des Zentralrats der Juden in Deutschland (bis November 2014), Dieter Graumann, der aktuelle Zentralratspräsident Josef Schuster oder der ehemalige Präsident der Union progressiver Juden in Deutschland und aktuelle Vorsitzende der zweiten jüdischen Gemeinde Münchens Beth Shalom, Jan Mühlstein, haben sich für das Projekt ausgesprochen. Demnig selbst widersprach Knoblochs Metapher „auf Schicksale mit Füßen zu treten“ und hält sie für eine Verharmlosung der Verbrechen der Nazis, „denn wenn die Nazis sich damit begnügt hätten, dann hätten die Menschen blaue Flecke bekommen, aber würden noch leben. Die Nazis hatten aber ein Vernichtungsprogramm.“ Knobloch kritisierte auch, dass bei einer Verlegung der Gedenksteine im Boden diese beschmiert oder verunreinigt werden könnten.

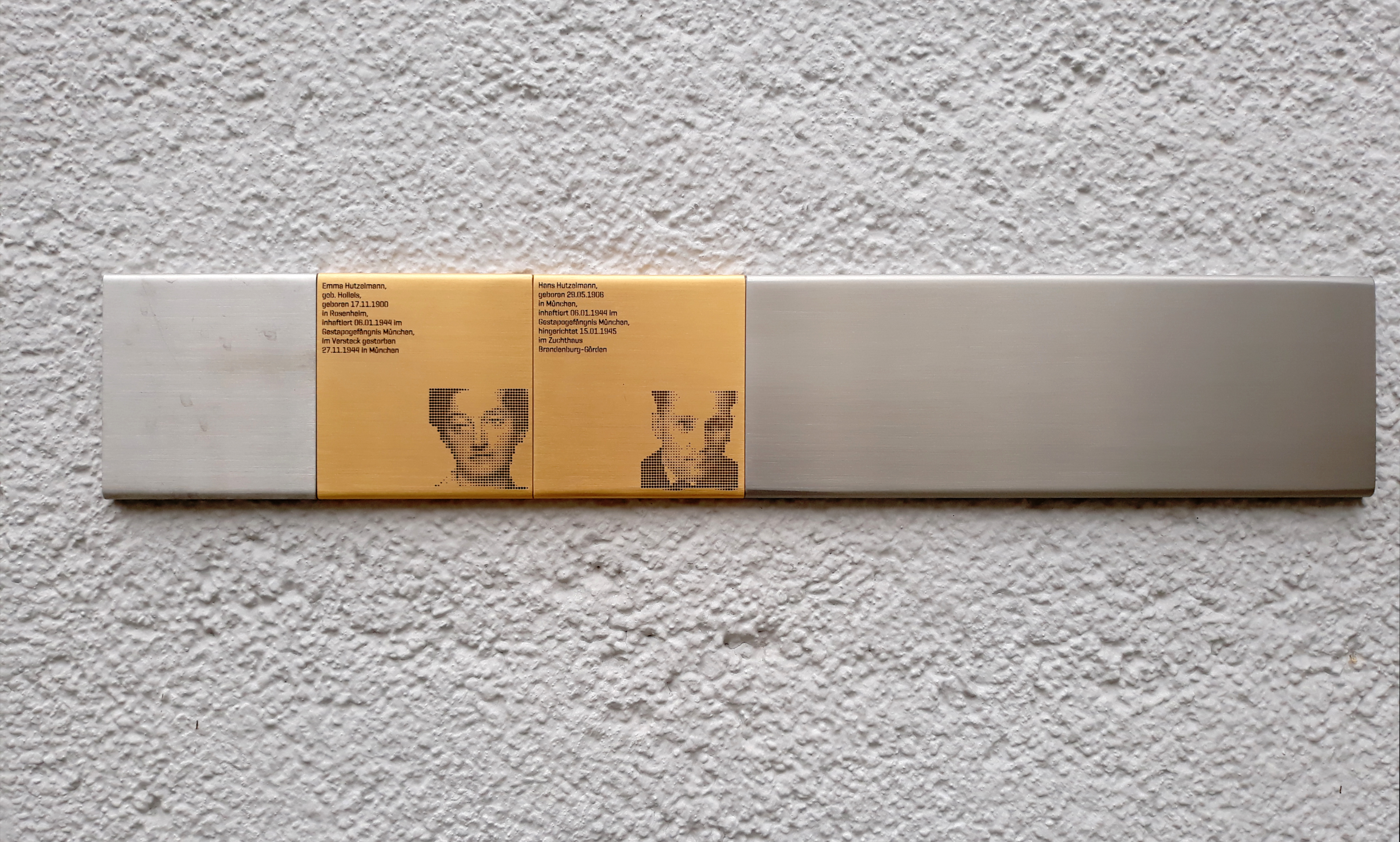
Gedenktafel für Emma und Hans Hutzelmann in München-Sendling

Städte, die die Verlegung von Stolpersteinen ablehnen, berufen sich meist auf die Kritik von Knobloch oder machen die Zustimmung zur Verlegung von einem positiven Votum ihrer jüdischen Gemeinde abhängig. Das bekannteste Beispiel ist München, wo die beiden einzigen auf öffentlichem Grund verlegten Stolpersteine aus dem Bürgersteig der Mauerkircherstraße entfernt wurden, da der Stadtrat und der maßgebliche Teil der jüdischen Gemeinde gegen Stolpersteine sind. Die beiden entfernten Stolpersteine kamen nach einer Zwischenstation auf dem jüdischen Friedhof in die Münchner Musikhochschule und waren Teil einer künstlerischen Installation. Mit Verweis auf den Brandschutz wurde die Installation 2011 entfernt. In München gibt es nur Stolpersteine auf Privatgrund. Mehr als 200 Stolpersteine für Münchner Opfer wurden bereits hergestellt und können nicht verlegt werden; sie lagern seitdem in einem Keller. Nachdem bei den Kommunalwahlen in Bayern 2014 der Münchner Oberbürgermeister Christian Ude, der Knoblochs Standpunkt teilte, altersbedingt aus dem Amt geschieden war, veranstaltete im Dezember 2014 der neugewählte Münchner Stadtrat eine öffentliche Anhörung zu dem Projekt. Diese stand kurz vor einem Eklat, als eine Vertreterin der IKG bei ihrer Kritik an den Stolpersteinen die vereinbarte Redezeit deutlich überzog. Vertreter anderer Opfergruppen wie Homosexuelle oder ehemalige Häftlinge des KZ Dachau sprachen sich hingegen für die Stolpersteine aus. Am 28. April 2015 einigten sich die regierenden Stadtratsfraktionen von SPD und CSU dahingehend, dass der NS-Opfer statt mit Stolpersteinen durch Erinnerungswandtafeln und -stelen gedacht werden soll, sofern Angehörige und Hauseigentümer zustimmen. Terry Swartzberg und die „Initiative Stolpersteine für München“ sammelten bis Juni 2015 über 80.000 Unterschriften für ihr Projekt. Am 29. Juli 2015 sprach sich der Münchner Stadtrat mit breiter Mehrheit gegen die Stolpersteine auf öffentlichen Straßen und Plätzen der Stadt aus. Am 31. Mai 2016 wies das Verwaltungsgericht München eine Klage auf Verlegung von Stolpersteinen in München ab.
Seit 2018 werden in München aufgrund des Stadtratsbeschlusses Gedenkstelen und Tafeln im Design von Kilian Stauss errichtet. Die Edelstahlstelen haben einen Querschnitt von 6 × 6 cm und eine Höhe von 1,86 Meter. Auf sie passen jeweils bis zu 12 Tafeln für Familienangehörige. Die Stelen werden vor den ehemals bewohnten Häusern errichtet. Mit Zustimmung der Hauseigentümer kann auch ein Edelstahlbalken im gleichen Format an der Fassade angebracht werden.
In einigen Städten werden die Genehmigungen für die Verlegung der Stolpersteine nach Diskussionen und teilweise unter Auflagen (zum Beispiel Zustimmung der Hauseigentümer) erteilt. In Krefeld lehnte beispielsweise der Stadtrat auf Wunsch der jüdischen Gemeinde, die sich der Argumentation Knoblochs anschloss, eine Verlegung zunächst ab. Erst nach einem erfolgreichen Bürgerbegehren wurde ein Kompromiss gefunden: Wenn die jeweiligen Hauseigentümer und die Angehörigen der Opfer zustimmen, können die Stolpersteine verlegt werden. Inzwischen wurden auch in Krefeld Stolpersteine verlegt. In Bad Homburg gab es trotz Initiativen der Bürger sowie Unterschriftensammlungen lange Zeit keine Zustimmung zur Verlegung, bis im Mai 2016 und März 2017 Stolpersteine verlegt werden konnten. In Rheinbach wurden erst im Dezember 2016 nach jahrelangem Widerstand aus der Politik 14 Stolpersteine verlegt. In Augsburg gab es einen jahrelangen Streit zwischen Befürwortern und Gegnern des Stolperstein-Projekts. Grund dafür war, dass in Augsburg – wie auch in der Landeshauptstadt München – die Israelitische Kultusgemeinde Vorbehalte erhob. Zwar wurden im Mai 2014 zwei Stolpersteine in Anwesenheit von Gunter Demnig auf einem Privatgrundstück verlegt, für Stolpersteine im öffentlichen Raum fehlte aber die Genehmigung des Augsburger Stadtrats. Im März 2015 kam es schließlich zu einer Einigung, die besagt, dass künftig neben der Verlegung von Stolpersteinen „alternativ auch Tafeln, die an Laternen oder Straßenschildmasten angebracht werden, und Stelen als Erinnerungszeichen möglich sein“ werden. Für die Art des Gedenkens soll künftig in Augsburg insbesondere der Wille der Angehörigen eines Opfers berücksichtigt werden, „auch wenn beispielsweise die jüdische Gemeinde anderer Ansicht ist.“
In Rottweil hatte die Arbeitsgruppe „Erinnerungskultur“ das Thema fast zwei Jahre lang hinter verschlossenen Türen diskutiert und für den Gemeinderat vorbereitet. Dieser konnte sich trotzdem nicht einigen. Oberbürgermeister Ralf Broß (parteilos) erklärte, das sei ein ausdrücklicher Wunsch der jüdischen Gemeinde.
Der Gemeinderat von Villingen-Schwenningen hat die Stolpersteine schon zweimal abgelehnt und wollte lieber ein Mahnmal mit den Namen aller Opfer, bewilligte dann aber doch im Januar 2020 die Verlegung von Stolpersteinen. Der erste Termin fand im Oktober 2021 statt. In Linz werden ebenfalls keine Stolpersteine verlegt. Es soll eine andere Form des Gedenkens an die Linzer NS-Opfer gefunden werden.
Angehörige von NS-Opfern kritisierten im Jahr 2014, dass auf einigen Stolpersteinen „Nazijargon“ zu lesen sei. So seien als Grund für eine Verurteilung die nationalsozialistischen Begriffe wie „Rassenschande“, „Gewohnheitsverbrecherin“ oder „Volksschädling“ angegeben, ohne dass eine Relativierung der Begriffe erfolge. Auch Wissenschaftler schlossen sich den Bedenken an. Martina Staats, Leiterin der Gedenkstätte Wolfenbüttel, findet „Beschriftungen in Tätersprache nicht angemessen“. Solche Begriffe ohne sprachliche Distanzierung zu zitieren, sei „einfach unmöglich“ und sehr schmerzhaft für die Überlebenden der NS-Verfolgung, sagte Detlef Garbe, Leiter der KZ-Gedenkstätte Neuengamme der taz. Demnig erklärte, dass die Verwendung von Tätersprache erfolge, um „das Unrecht der Nazis darzustellen“ und die Begriffe schließlich in Anführungszeichen stünden, so dass selbst Jugendliche merken würden: Da ist was faul.
Mitunter kritisieren Hausbesitzer oder Mieter, vor deren Häusern die Stolpersteine verlegt werden, das Projekt. Hierfür gibt es mehrere Gründe. Die Spannweite reicht von rechtsradikalem Gedankengut, dem Glauben an eine Wertminderung durch die Stolpersteine über eine fachliche Ablehnung des Projektes bis zur Angst vor rechtsradikalen Übergriffen nach der Verlegung. Das Landgericht Stuttgart urteilte zu einer Zivilklage, dass Stolpersteine keine Beeinträchtigung oder Wertminderung von Eigentum darstellen.
Die jüdische Künstlerin Deborah Petroz-Abeles, Künstlername Dessa, reflektiert in ihrer Arbeit kritisch die Stolpersteine und schlägt Stolzesteine als ihre Alternative vor; Gedenksteine, zu denen man stolz hinaufblicken kann.
Im Zusammenhang mit der Stolpersteinverlegung für die Familie Ernst Thälmanns in Singen brachte der Landtagsabgeordnete der AfD Wolfgang Gedeon Anfang 2018 in einem Schreiben seine Bedenken gegenüber einer „Erinnerungsdiktatur“ zum Ausdruck. Der damalige Bundesjustizminister Heiko Maas wies die Kritik des AfD-Politikers scharf zurück. „Umso lauter ihr Ende gefordert wird, desto mehr Stolpersteine brauchen wir.“
Eine Verlegung von Stolpersteinen im luxemburgischen Junglinster war 2021 umstritten, weil neben vier Steinen für jüdische Deportierte auch elf Steine für Zwangsrekrutierte verlegt wurden. Dabei handelte es sich um luxemburgische Wehrmachtsangehörige, die während der deutschen Besetzung des Landes ab 1942 zwangsweise eingezogen worden waren. Der Publizist Mil Lorang hält die Zwangsrekrutierten nicht für Opfer des Nationalsozialismus. Sie seien vielmehr Opfer eines Kriegsverbrechens gemäß der Haager Landkriegsordnung geworden. Mitglieder der jüdischen Gemeinde Luxemburgs lehnten Stolpersteine für Zwangsrekrutierte ab, weil sonst unterschiedliche Schicksale gleichgestellt würden. Dies schaffe europaweit einen Präzedenzfall.
Die erinnerungskulturelle Karriere der Stolpersteine bilanzierend, schreibt der Politikwissenschaftler und Historiker Harald Schmid: „Die Innovation der Stolpersteine hatte ihre Zeit, die einst subversive Erneuerung der Gedächtniskultur wirkt auf breiter Front weiter, aber hat sich abgenutzt. Denn der Kontext ihrer Entstehung hat sich tiefgehend und weitreichend verändert – die Steine sind nun nicht nur Teil des Establishments, vielmehr hat sich dieses Establishment selbst so sehr gewandelt, dass es nun anderer, eben wieder subkultureller oder subversiver Formen bedarf, um junge Generationen, Interessierte und weniger Interessierte anzusprechen.“

## Besteuerung
Das Finanzamt Köln erhob 2011 nach einer Steuerprüfung zunächst den vollen Umsatzsteuersatz von 19 Prozent für die bis dahin insgesamt 27.000 in Deutschland verlegten Stolpersteine. Die Begründung lautete, dass es sich um eine Massenproduktion handele und das Verlegen der Steine keine schöpferische Tätigkeit sei. Deshalb könne der ermäßigte Steuersatz für urheberrechtlich geschützte Kunstwerke nicht in Anspruch genommen werden. Später verzichtete das Finanzamt auf die Steuernachzahlung, wollte künftig jedoch den vollen Umsatzsteuersatz erheben. Im Juni 2011 wurde schließlich entschieden, dass es bei einem ermäßigten Steuersatz von sieben Prozent bleibe.

## Vandalismus, rechte Gewalt, Vorbehalte und Alternativen
In den Jahren 2001 bis 2011 kam es laut Demnig bundesweit in insgesamt 700 Fällen zu teilweise rechtsextrem motivierten Schmierereien und anderen Formen von Vandalismus gegen die bis dahin über 30.000 verlegten Stolpersteine. Manche dieser Beschädigungen werden in rechtsextremen Medien auf hämische Weise kommentiert.
Deutschlandweit werden auch immer wieder Stolpersteine herausgerissen. So wurden 2012 in Greifswald vor dem Jahrestag der Reichspogromnacht alle elf Steine aus dem Pflaster entfernt und 2017 verschwanden in Berlin-Neukölln zwölf Steine. Im Oktober 2024 wurden alle 10 Stolpersteine in Zeitz (Sachsen-Anhalt) gestohlen. Die Verwaltung des Burgenlandkreises richtete daraufhin ein Spendenkonto für die Neuverlegung ein. Zuvor waren dort bereits 2013 und 2014 einzelne Steine gestohlen worden. Im Jahr 2024 gab Gunter Demnig die Anzahl der mittlerweile gestohlenen Steine mit etwa 900 an.
Zu Jahresbeginn 2017 wurden in Dresden Stolpersteine mit den Namen von Deutschen überklebt, die dort durch Luftangriffe der Alliierten getötet wurden.
Mitunter werden auch die Initiatoren der Stolpersteine, entweder Angehörige oder Freunde der Opfer oder auch Bewohner der Häuser, die sich für die Geschichte interessieren, von Gegnern der Stolpersteinaktion bedroht. Eine Reihe von Hausbesitzern wollen keine Stolpersteine vor der Haustür haben, weil sie Wertminderung oder Vandalismus von Neonazis befürchten.
Daneben weigert sich die Stadt München, die Steinverlegung im öffentlichen Raum zu genehmigen mit dem Hinweis, man würde damit auf den Opfern herumtrampeln. Als Begründung wird seitens der Stadt auch angeführt, dass Kritiker aus der dortigen jüdischen Gemeinde dies so sähen. Statt der Stolpersteine werden in München seit 2018 offizielle Gedenktafeln und Stelen im Rahmen der Aktion Erinnerungszeichen installiert. Stolpersteine finden sich daher in München nur auf Privatgrundstücken (siehe: Liste der Stolpersteine in München).
Auch in Oldenburg werden statt Stolpersteinen Erinnerungszeichen angebracht.
2022 sprachen sich die CDU- und AfD-Fraktionen im sächsischen Limbach-Oberfrohna gegen die Verlegung von Stolpersteinen für zwei KPD-Funktionäre aus und begründeten dies mit einer antidemokratischen Haltung der Opfer. Der Landrat kündigte daraufhin an, künftig keine Stolpersteine mehr verlegen zu wollen, um eine Wertung beziehungsweise Abwertung der Ermordeten zu vermeiden.

## Ähnliche und abgeleitete Projekte

### Materielle Gedenkobjekte

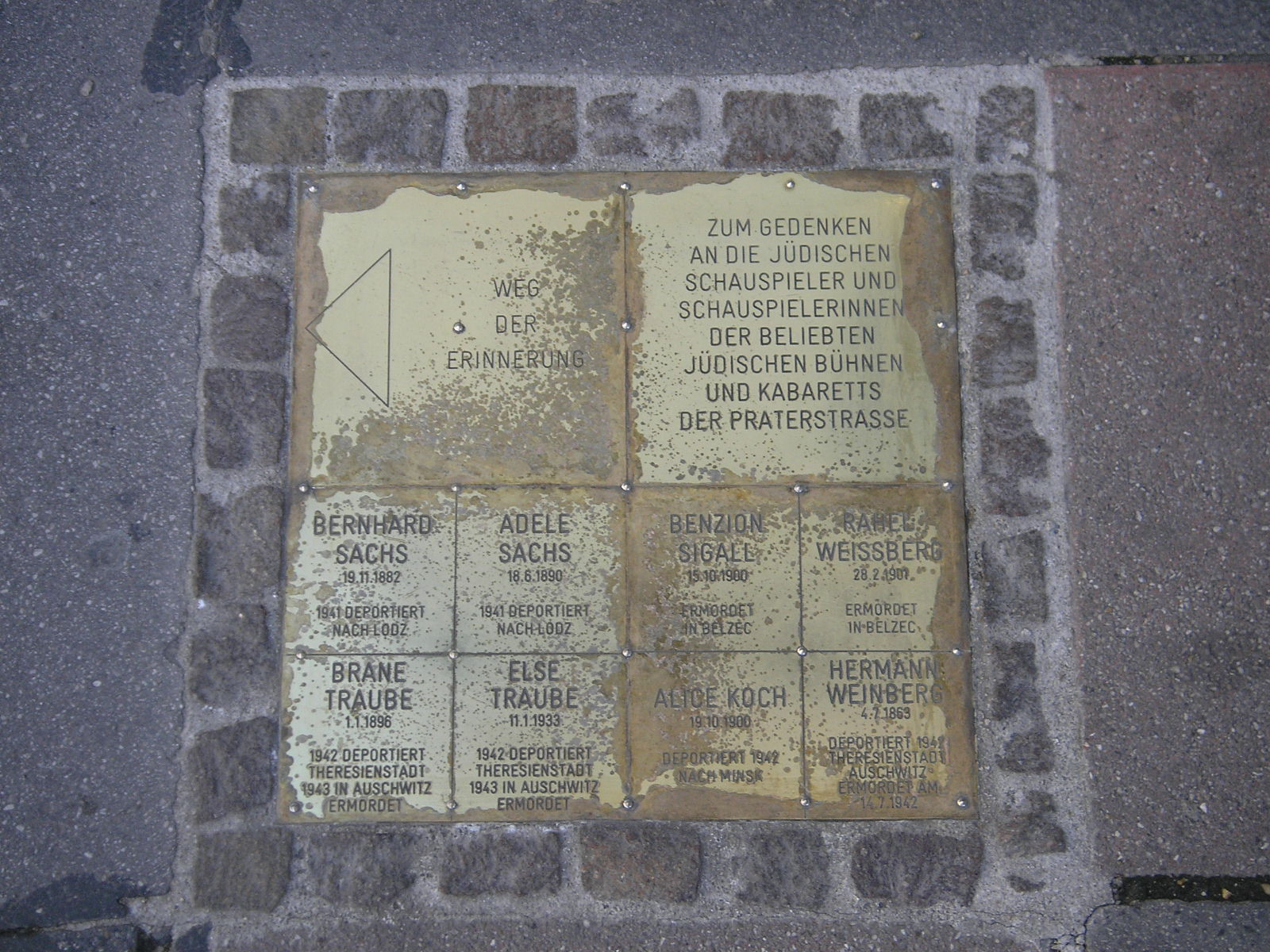
Steine der Erinnerung, Wien-Leopoldstadt
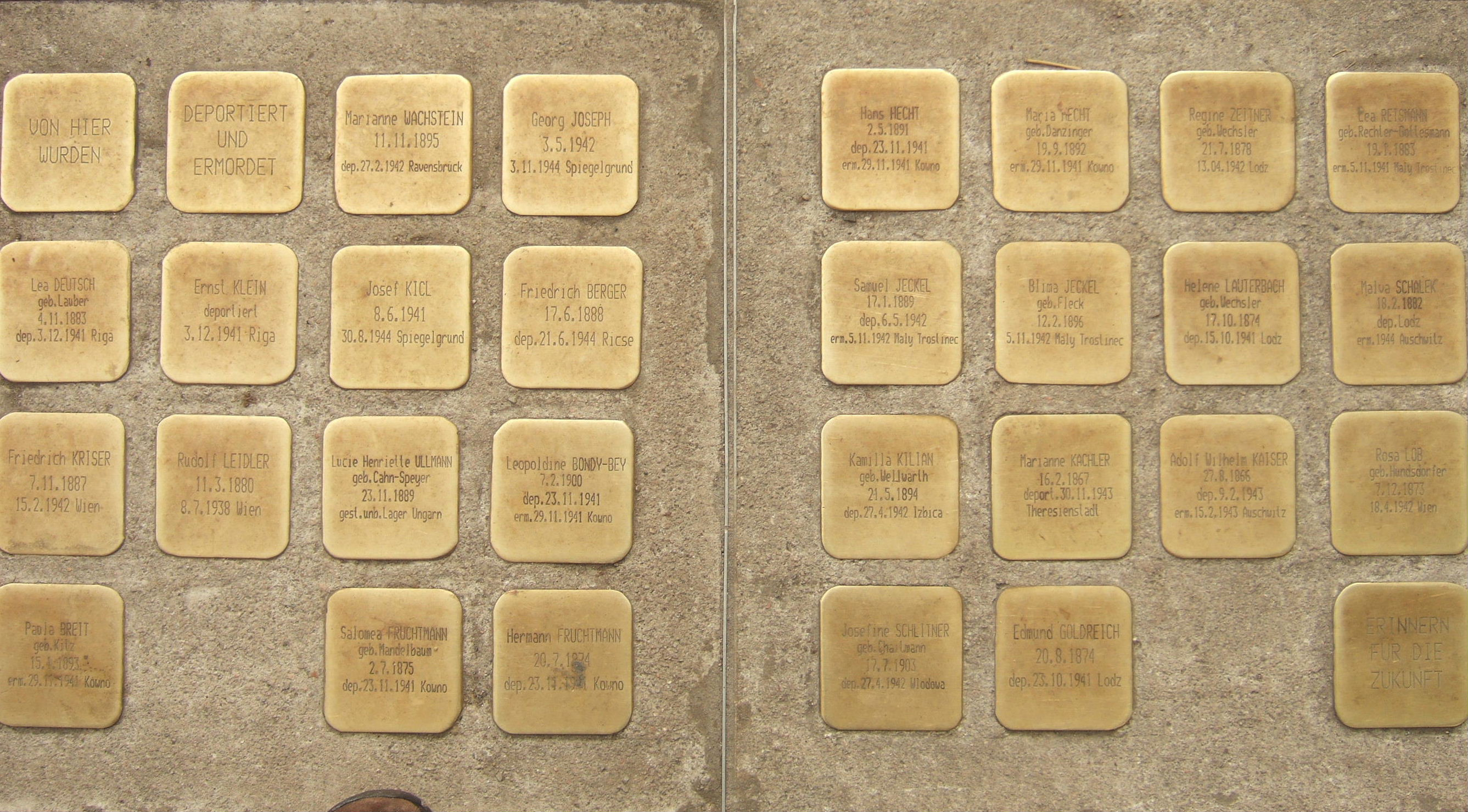
Erinnern für die Zukunft, Wien-Mariahilf
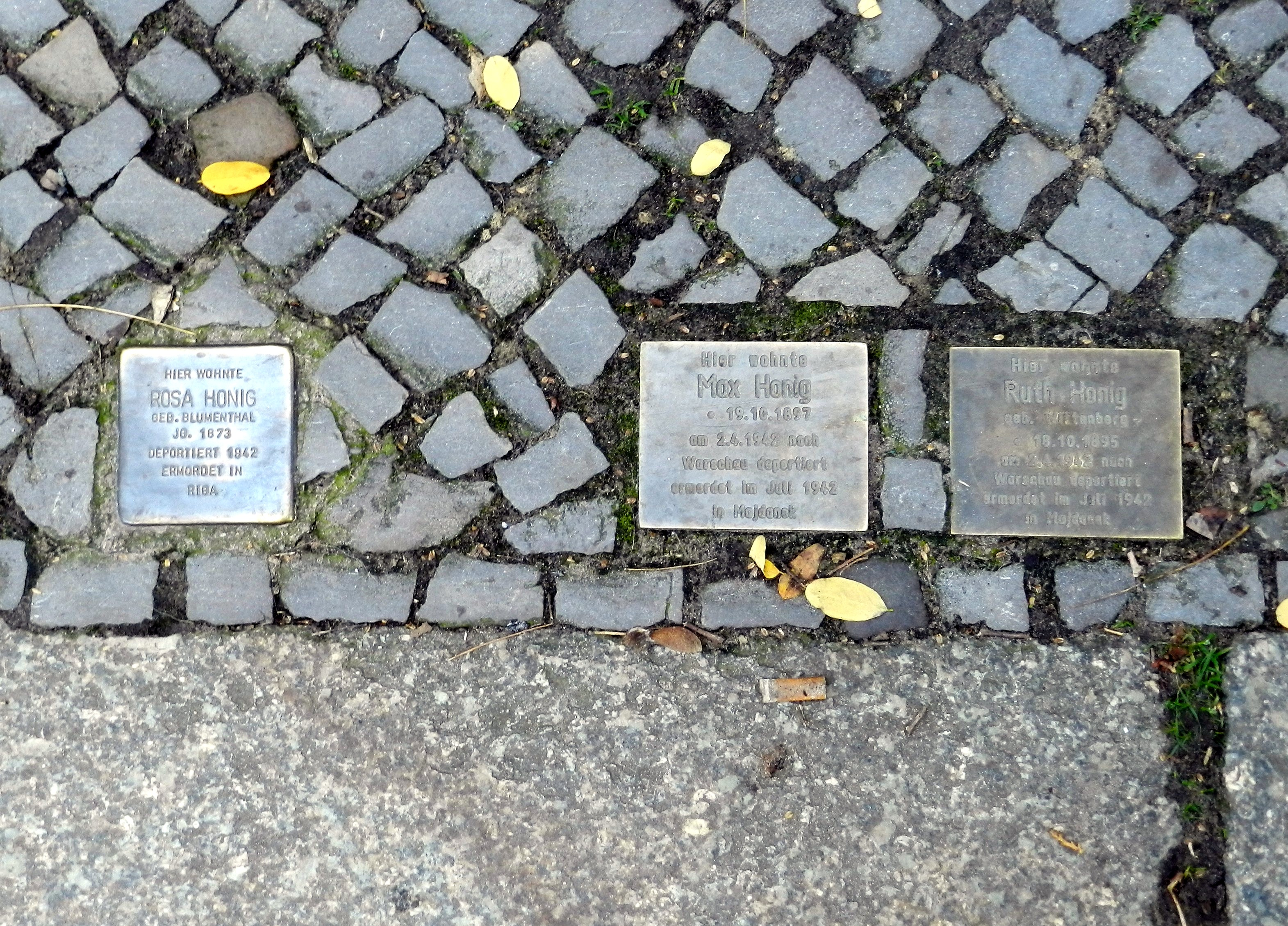
Ein Stolperstein und zwei Denksteine, Berlin

Im Jahr 2002 verlegte der Bezirksjugendrat des Wuppertaler Stadtteils Cronenberg für Rita und Yzchok Gerszt zwei „Stolpersteine“, die entsprechend der Beschreibung auf Demnigs Website selbst hergestellt waren und um eine Ausstellung ergänzt wurden. Demnig protestierte dagegen und untersagte weitere derartige Aktionen. An einer anderen Adresse gibt es für das Ehepaar Gerszt seit 2008 zusätzlich von Demnig verlegte Stolpersteine.
In der Stadt München gab es eine öffentliche Debatte um die Formen des Gedenkens mit Kleindenkmalen am letzten Wohnort. 2018 wurde nach einem Stadtratsbeschluss eine Koordinierungsstelle der Stadtverwaltung für Erinnerungszeichen für Opfer des NS-Regimes in München eingerichtet. Sie bringt auf Antrag von Angehörigen an Häusern kleine Tafeln mit einem Bild der Person und einem knappen Text an oder stellt freistehende Stelen auf. Bis Juli 2019 wurden ca. 50 solche den Stolpersteinen nachempfundene „Erinnerungszeichen“ eingeweiht. Zahlreiche Stolpersteine gibt es in der Stadt auf privaten Grundstücken oder in Ausstellungen.
In Rostock verlegt das Max-Samuel-Haus Gedenksteine vor den früheren Wohnhäusern jüdischer Bürger, die in keinem Zusammenhang zum Demnigschen Kunstprojekt stehen (siehe: Liste der Denk- und Stolpersteine in Rostock). Bis 2015 wurden sie ebenfalls „Stolpersteine“ genannt, seit 2016 neu verlegte Steine werden als „Denksteine“ bezeichnet.
In der Thüringer Landeshauptstadt Erfurt hat die Initiative „Erfurter GeDenken 1933-45“ im Jahr 2007 einen Wettbewerb ins Leben gerufen, aus dem die „DenkNadeln“ von Sophie Hollmann als Siegerin hervorgingen. Diese auffälligen Denknadeln stehen vor den letzten von den Opfern frei gewählten Wohnungen in der Stadt. Sie symbolisieren Nadeln, die in eine Wunde stechen. An den Nadeln ist eine Metallplatte mit den Lebensdaten der Opfer angebracht. Es kommt aber immer wieder zu Fehlinterpretationen der Denknadeln, so steht eine vor einem Café (Domplatz 23) und wird immer mal wieder von Ortsfremden als Eistüte angesehen. Dieses Projekt wurde nach Errichtung der neunten Denknadel im November 2013 eingestellt.
Seit 2005 werden in Wien pflastersteinartige – nicht von Gunter Demnig stammende – Gedenktafeln verlegt. Dieses Projekt heißt Steine der Erinnerung und wird von der Stadt Wien, dem Nationalfonds der Republik Österreich für Opfer des Nationalsozialismus und privaten Spendern unterstützt. Demnig betrachtet die „Steine der Erinnerung“ als Plagiat.
Im Rahmen seiner Auseinandersetzung mit den Verbrechen der nationalsozialistischen Diktatur hat das Projekt Erinnern für die Zukunft 2008 begonnen, im Wiener Bezirk Mariahilf Gedenkobjekte für 740 ermordete Mariahilfer anzubringen. Die Gedenkobjekte bestehen aus 10 cm × 10 cm großen Messingplatten, die mit Namen und Lebensdaten der Opfer beschriftet sind.
Noch bevor Demnig im Jahr 2010 die ersten Stolpersteine in Italien verlegte, wurden am 26. Januar 2009 in der piemontesischen Stadt Saluzzo die ersten 21 „Spuren der Erinnerung“ verlegt. Vor den früheren Wohnhäusern von 21 ermordeten Juden wurden 12 cm × 12 cm große Messingplatten in den Boden eingelassen. Die Platten wurden von Schulklassen im Rahmen des lokalen Projektes „Tracce del ricordo“ (Spuren der Erinnerung) gestaltet. Der Text beginnt stets mit „Qui abitava“ (‚Hier wohnte‘), es folgen Name, Todesort, Alter und der Grund der Deportation: „Perché Ebreo/a“ (‚weil er/sie Jude/Jüdin war‘).
Am 20. März 2009 wurden im Berliner Bezirk Charlottenburg-Wilmersdorf die ersten elf „Denksteine“ verlegt. Entstanden sind die „Denksteine“ in Anlehnung an die Stolpersteine. Ursprünglich sollte mit Stolpersteinen an die Opfer aus dem „Büro Pfarrer Grüber“ erinnert werden. Gunter Demnig war mit den gewünschten längeren Texten nicht einverstanden und regte deshalb eine „handwerklich gestaltete Alternative“ an. Mittlerweile wurden auch in weiteren Berliner Bezirken Denksteine verlegt.
Auf dem Platz des Unsichtbaren Mahnmals in Saarbrücken wurden auf der Unterseite von Pflastersteinen die Namen von 2146 jüdischen Friedhöfen eingemeißelt.
In den Niederlanden werden seit 2015 in verschiedenen Orten eigene Gedenksteine (Herdenkingsstenen) verlegt. Die lokalen Initiativen dieser Gemeinden haben entschieden, eigene Steine zu verlegen. In Amersfoort sollen 433 Steine, in Vught 11 und in Veendam 164 Steine verlegt werden. Hierbei wird bewusst eine große Ähnlichkeit zum Projekt Stolpersteine angestrebt (etwas größer, Bronze oder Stein statt Messing) und gleichzeitig schon im Vorfeld geprüft, ob Demnig juristisch dagegen vorgehen kann. Begründet wird dies im Allgemeinen mit dem Wunsch, eine hohe Anzahl von Steinen zeitnah zu verlegen, der Künstler jedoch diese Anzahl nicht in der gewünschten Zeit liefern kann bzw. nicht liefern will. Zudem argumentieren die Verantwortlichen, dass Demnig bei der Anzahl von ca. 400 bis 500 verlegten Steinen im Jahr bis zu seinem Lebensende nicht für alle Opfer des Nationalsozialismus Steine verlegen kann.
Der Gemeinderat von Linz (Österreich) beschloss im November 2019, an 20 Adressen Stelen mit Namen und Klingelknöpfen aufzustellen. Die ersten 17 wurden 2022 errichtet. Weitere 5 im Juni 2023. Zwanzig weitere Stelen sollen folgen.[veraltet]

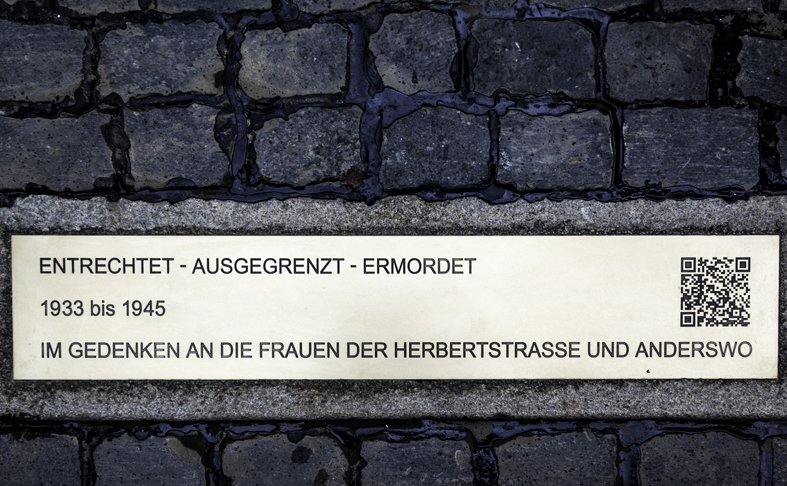
Stolperbordstein in St. Pauli

In Hamburg-St. Pauli wurde 2024 vor dem Eingangstor zur Herbertstraße nahe der Reeperbahn ein Stolperbordstein in den Bordstein eingelassen, der an die Schicksale während der Zeit des Nationalsozialismus verfolgter Prostituierter erinnert.

### Immaterielle Gedenkobjekte
Zwischen 2012 und 2013 entstanden durch eine Kooperation von sechs unabhängigen Radiostationen in Erfurt, Halle (Saale), Hamburg, Nürnberg, Linz und Salzburg die ersten Hörstolpersteine. Entwickelt und geleitet wurde das Projekt durch die Radiofabrik. Hierbei handelt es sich um 60 kurze Biografien von Personen aus diesen sechs Städten und deren Umland, die mit einem Stolperstein geehrt wurden. Zudem entstanden zwölf längere Sendungen, die ausführlich Teilaspekte des Holocaust oder des Projekts „Stolpersteine“ behandeln. Alle Sendungen erschienen als Radiobeiträge und sind auch im Internet abrufbar.
Von 8. November 2013 bis 8. Mai 2015 unternahm SWR2 ein Hörfunkprojekt, das sich an Gunter Demnigs Arbeit orientiert. Die ein- bis dreiminütigen akustischen Stolpersteine wurden zu unterschiedlichen Tageszeiten gesendet, sie gehen den Lebensgeschichten der Verfolgten des NS-Regimes aus dem Sendegebiet nach. Die auf den Stolpersteinen eingravierten Lebensdaten sind durch Briefauszüge, Tagebucheinträge und Interviews mit Zeitzeugen ergänzt. Sie erzählen von Einzelschicksalen, der Auslöschung ganzer Familien oder vom Neubeginn in einem fremden Land. Im Internet können die Stolpersteine (aufbereitet mit Archivmaterial wie persönlichen Dokumenten, Fotos oder Videos) jederzeit angehört werden. Eine App für mobile Endgeräte ermöglicht es zudem, die akustischen Stolpersteine vor Ort abzurufen und eine Route zu weiteren Gedenksteinen anzuzeigen.
In Bayreuth, wo die israelitische Kultusgemeinde ein Gedenken in Form von Stolpersteinen ablehnte, wurde eine akustische Installation in den Boden eingelassen. Am Ort des ehemaligen „Braunen Hauses“, dem Sitz des Gaus Bayreuth am Sternplatz, erinnert sie an 182 jüdische Opfer des Nationalsozialismus, deren Namen und Lebensdaten der Schauspieler Matthias Brandt eingesprochen hatte. Der Künstler will anonym bleiben.

### Materielle Gedenkobjekte ohne Bezug zur NS-Gewaltherrschaft

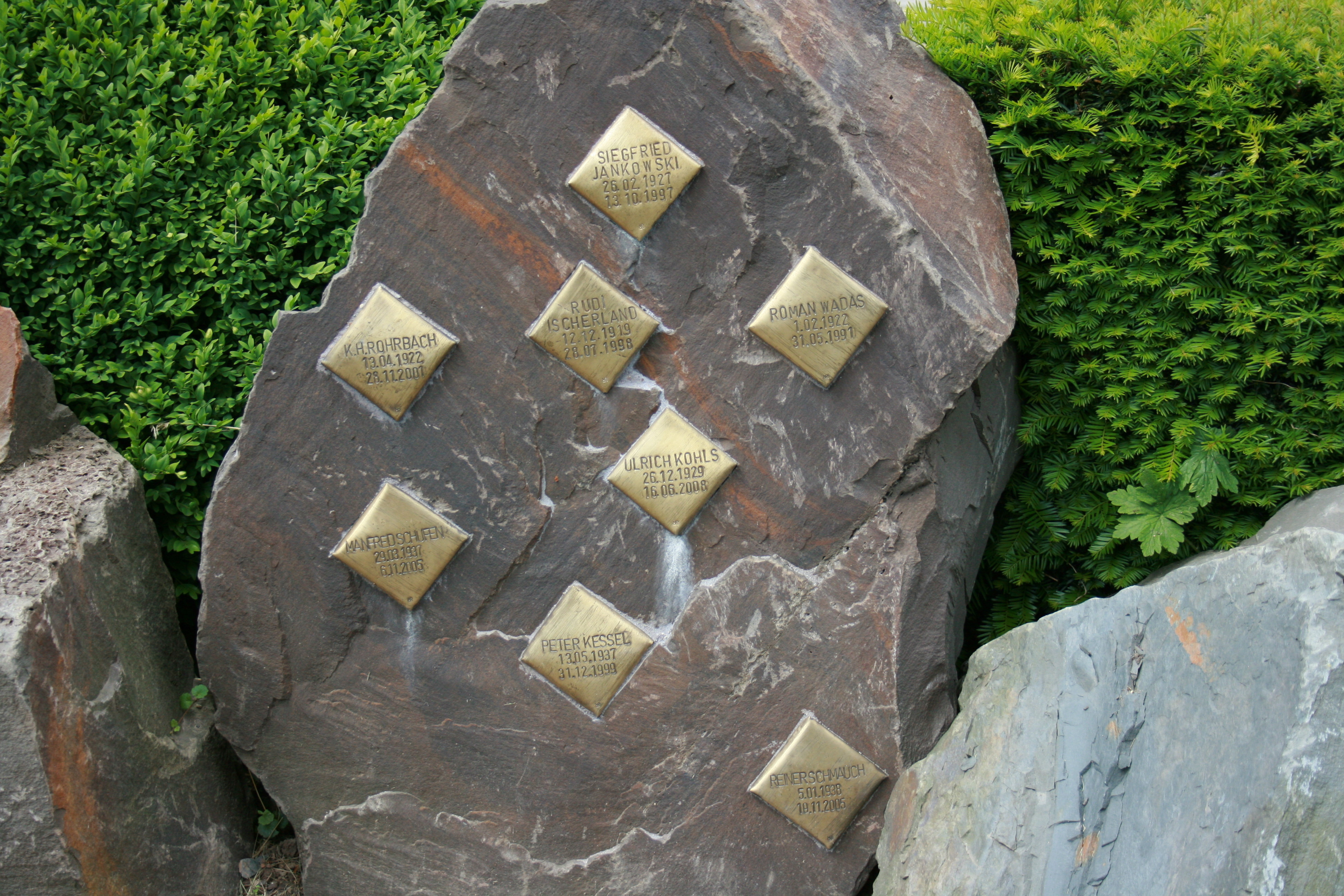
„Schmunzelsteine“, Leichlingen

Der Künstler Tom Fecht erinnert mit dem Projekt „Namen und Steine“ und seinen Steinen an über 40 Orten an die Opfer von AIDS.
In Leichlingen wurden vom dortigen Karnevalsverein zur Erinnerung an verstorbene Mitglieder etwas abweichend gestaltete „Schmunzelsteine“ verlegt, was zu zahlreichen Protesten und Forderung nach Entfernung führte. Für Demnig handelt es sich dabei um Plagiate, er möchte jedoch nicht juristisch dagegen vorgehen.

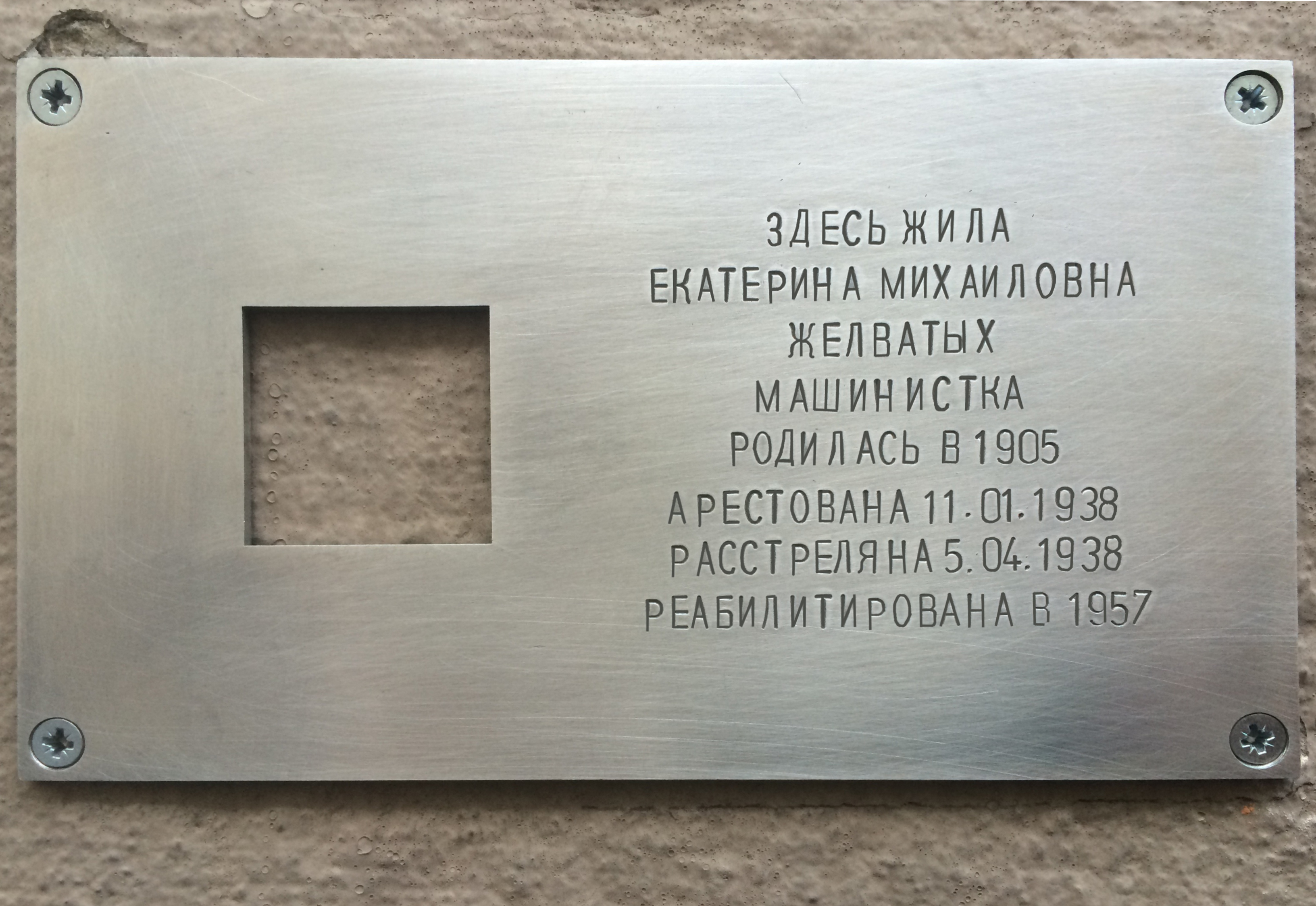
Eine Letzte Adresse in Moskau

Das Projekt Letzte Adresse startete 2014 in Russland, 2017 in der Ukraine, 2018 in Georgien und 2019 in Deutschland. Gedenktafeln an der Außenfront des letzten bekannten Wohnhauses erinnern an Opfer stalinistischer Repressionen. Dazu werden Erinnerungsmale mit den Lebensdaten an der Außenfront des letzten Wohnhauses angebracht.

## Filme
- Die Dokumentarfilmerin Dörte Franke hat über die „Stolpersteine“ den Dokumentarfilm Stolperstein gedreht. Sie ist die Tochter von Uta Franke, Demnigs Lebensgefährtin und damalige Koordinatorin des Projektes.[162] Nach Vorführung auf zwei Filmfestivals hatte der Film am 1. November 2008 im Kölner Odeon-Kino Premiere und war seit dem 6. November 2008 bundesweit in den Kinos zu sehen.
- das Symbol: die Stolpersteine, ARTE, 2017[163]

## Ausstellung
Zum 70. Geburtstag Gunter Demnigs und zum 25. Jahrestag der Erstverlegung der Stolpersteine widmete die Kunst- und Museumsbibliothek der Stadt Köln dem Stolpersteinprojekt und dem Künstler im Herbst 2017 die Ausstellung Projekt Stolpersteine – Ein KunstDenkmal als Bürgerbewegung. Neben Fotografien, Auszeichnungen und Publikationen wurde in der Ausstellung ein Teil der umfangreichen Presseartikelsammlung gezeigt, die seit 2015 im Besitz der Kölner Kunst- und Museumsbibliothek ist.

## Musik
Im August 2019 veröffentlichte der Chemnitzer Rapper Trettmann das Lied Stolpersteine.
Mit der politisch-künstlerischen Aktion Klang der Stolpersteine wird an den Stolpersteinen der Stadt Jena seit 2017 jedes Jahr am 9. November an die Novemberpogrome 1938 gedacht. Dieses Klang-Denkmal an über 50 Orten der Stadt wird getragen von über 500 Bürgerinnen und Bürgern. Gemeinschaftlich und öffentlich wird unter anderem das Lied Dos Kelbl gesungen und musiziert.